# Angela Merkel
Pour les articles homonymes, voir Merkel (homonymie).
Angela Merkel (/ˈaŋɡela ˈmɛʁk(ə)l/), née Angela Kasner le 17 juillet 1954 à Hambourg, est une femme d'État allemande. Membre de l'Union chrétienne-démocrate (CDU), elle est chancelière fédérale d'Allemagne du 22 novembre 2005 au 8 décembre 2021.
Physicienne de formation, elle est continuellement élue au Bundestag de 1991 à 2021. Elle est ministre fédérale des Femmes et de la Jeunesse au sein du cabinet Kohl IV, de 1991 à 1994, avant de se voir confier le ministère fédéral de l'Environnement, de la Protection de la Nature et de la Sécurité nucléaire du cabinet Kohl V, jusqu'en 1998. Elle devient, en 2000, la première femme présidente de la CDU. En 2002, elle devient présidente du groupe CDU/CSU au Bundestag, écartant son rival Friedrich Merz, alors titulaire de cette fonction.
Après la victoire relative de la droite aux élections fédérales de 2005, Angela Merkel est investie chancelière fédérale et devient ainsi la première femme à accéder à cette fonction en formant une grande coalition alliant la CDU/CSU et le Parti social-démocrate (SPD). Elle est reconduite dans ses fonctions à la tête d'un gouvernement CDU/CSU-FDP en 2009, puis d'un nouveau gouvernement de coalition CDU/CSU-SPD en 2013 et 2018. Si elle bénéficie de résultats économiques jugés satisfaisants, elle est cependant fragilisée par sa politique d'ouverture des frontières lors de la crise migratoire en Europe et par le score historiquement faible recueilli par la CDU/CSU lors des élections fédérales de 2017. Ces élections débouchent sur une crise politique de six mois – une situation inédite dans l'Allemagne d'après-guerre. Ne se représentant pas aux élections fédérales de 2021, Merkel quitte la chancellerie et la vie politique active, le social-démocrate Olaf Scholz lui succédant.
Désignée à quatorze reprises femme la plus puissante du monde par le magazine Forbes (de 2006 à 2020, sauf en 2010), Angela Merkel est durant ses années au pouvoir perçue comme étant la personnalité politique la plus puissante de l'Union européenne.

## Situation personnelle

### Origines familiales et premières années
Angela Dorothea Kasner, née le 17 juillet 1954, est la fille de Horst Kasner (1926-2011), pasteur d’origine polonaise dont le nom de famille de naissance était Kazmierczak, et de Herlind Jentzsch (1928-2019), originaire de Prusse-Occidentale, professeure d'anglais et de latin. Horst Kasner avait étudié la théologie protestante à Heidelberg et à Hambourg. Elle a un frère cadet, Marcus, né le 7 juillet 1957, et une sœur cadette, Irene, née le 19 août 1964.
À l'automne 1954, alors qu'Angela est âgée de trois mois, la famille quitte Hambourg pour la République démocratique allemande (RDA), car le premier poste de pasteur de Horst Kasner se situe à Quitzow, un petit village près de Perleberg dépendant de l'Église protestante régionale. Elle grandit au séminaire de Waldhof, à 90 km du nord de Berlin-Est. En 1957, Horst Kasner part pour Templin dans le Brandebourg pour se consacrer à la fondation d'un centre pastoral de formation continue. Angela, Marcus et Irene ne fréquentent pas la crèche durant leur enfance, car leur mère Herlind, femme au foyer, n'a pas réussi à intégrer le système scolaire de la RDA.
La religion étant considérée comme le « premier ennemi » de l'État socialiste et du fait de la profession d'Horst Kasner, la famille est d'abord étroitement surveillée. Cependant, devenu proche du régime, il est surnommé « Kasner le Rouge » et jouit de certains privilèges, dont une voiture de fonction et une ligne téléphonique. Le père est ainsi autorisé à se rendre plusieurs fois en Allemagne de l'Ouest et en ramène des livres interdits en RDA. Chose atypique et rare en Allemagne de l'Est, la jeune Angela Kasner porte des jeans importés et regarde des émissions politiques captées de l'Ouest.

### Formation
Angela Kasner suit sa scolarité à l'école polytechnique (une forme d’école secondaire en RDA) de Templin à partir de 1961. Ses enseignants la décrivent comme une élève réservée mais bien intégrée. Elle obtient d'excellents résultats scolaires, notamment en mathématiques et en langues étrangères (elle parle aujourd'hui couramment l'anglais et le russe).
Jeune fille, elle participe en 1969 à la Jugendweihe (une célébration du passage de l'âge jeune à l'âge adulte, célébrée vers l'âge de 14 ans, particulièrement promue en RDA, notamment pour lutter contre l'influence de l'Église, chose assez mal perçue par les fidèles mais qu'Angela Kasner effectue pour être intégrée socialement). Elle reçoit la confirmation en 1967 en l'Église évangélique de Templin. Pendant son enfance et sa jeunesse, elle est membre de l'organisation des pionniers Ernst Thälmann puis de la Jeunesse libre allemande.
Angela Kasner obtient en 1973 son baccalauréat (Abitur) au lycée de Templin (Erweiterte Oberschule Templin) avec la note maximale de 1 (note qui dans le système allemand signifie sehr gut, soit « très bien »). Elle risque cependant d'être refusée à l'université pour avoir lu un poème contestataire de Christian Morgenstern, écrivain considéré comme « bourgeois » par le régime, au lieu d'effectuer un exposé à la gloire du Vietcong comme prévu, puis d'avoir chanté avec ses camarades L'Internationale en anglais ; cet incident la convainc de ne plus manifester publiquement ses opinions durant ses études. Elle souhaite au départ devenir professeur en langue russe et en physique, mais cela lui est impossible en RDA en raison de son appartenance religieuse. Au terme de sa scolarité, elle choisit de suivre des études de physique à l'université Karl-Marx de Leipzig qu'elle poursuivra jusqu'en 1978. Durant ses études en 1973, elle participe en tant que volontaire à la rénovation du bastion Maurice.
En juin 1978, elle passe avec succès son examen de fin d'études universitaires (Diplomarbeit en allemand) en physique. L’intitulé est « influence de la corrélation spatiale sur la vitesse de réaction dans les réactions élémentaires bimoléculaires en milieu dense » et Angela Merkel est notée « très bien » par le jury. Son travail de thèse est un apport au thème de recherche « Physique statistique et chimique des processus de recherche sur isotopes et rayonnements » dans le projet chimie physique et statistique de l'Institut central de recherche sur les isotopes et les rayonnements de l'Académie des sciences.

### Chercheuse
Après ses études, elle part pour Berlin avec son époux. Elle est admise comme collaboratrice à l'Institut central de chimie-physique de l'Académie des sciences de Berlin-Est. Sous la direction de Lutz Zülicke, elle prépare sa thèse de doctorat (intitulée « Étude du mécanisme des réactions de décomposition avec rupture de la liaison simple et calcul de leurs constantes de vitesse sur la base de la chimie quantique et des méthodes statistiques ») en chimie quantique, qu'elle soutient en 1986. Elle obtient la mention « très bien » (magna cum laude). Pour pouvoir obtenir le grade universitaire de docteur en sciences de la nature (Dr. rer. nat. : Doctor rerum naturalium), il était obligatoire en RDA de joindre à la thèse de doctorat un travail écrit prouvant que les connaissances en marxisme-léninisme du postulant avaient été approfondies durant ses études. Elle rédige un texte intitulé : Qu'est-ce que le mode de vie socialiste ? qui reçoit la mention « correct » (rite).
Durant cette période, elle n'est pas membre du SED ni d'aucun autre parti affilié, et elle ne montre pas non plus d'activité dans l'opposition civile ou religieuse. Pour la journaliste spécialiste de l'Allemagne Odile Benyahia-Kouider, elle a choisi des études scientifiques « pour limiter les contentieux idéologiques avec le régime ».

### Vie privée
En 1977, Angela Kasner épouse le physicien Ulrich Merkel. Ils habitent alors dans un appartement à Berlin-Est. Après son divorce en 1982, elle décide de conserver le nom de Merkel. Elle se remarie le 30 décembre 1998 avec le professeur de chimie Joachim Sauer. Elle n'a pas d'enfant,. Le couple réside au numéro 6 du Kupfergraben, canal bordant l'île aux Musées, à Berlin.

## Parcours politique

### Débuts (1989-1990)

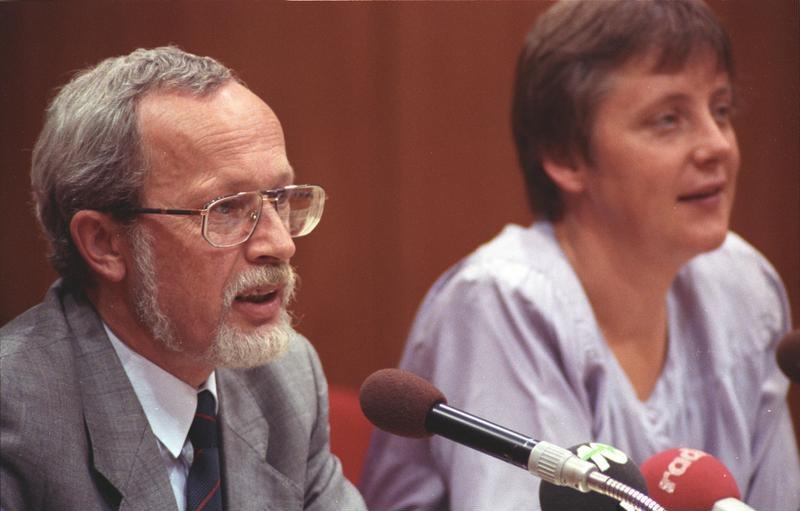
Lothar de Maizière et Angela Merkel en 1990.

Comme la plupart des élèves de la RDA, Angela Merkel participe à la Jeunesse libre allemande (Freie Deutsche Jugend). Elle déclarera en 2010 qu'elle y a adhéré car la FDJ offrait la possibilité de s'investir dans des activités de loisirs pour la jeunesse. Par la suite, elle devient secrétaire du département pour l'agitation et la propagande à l'Académie des sciences[réf. nécessaire]. Merkel ne collabore au mouvement Demokratischer Aufbruch que fin décembre 1989. Auparavant, elle n'appartenait à aucun des mouvements d'opposition, même si, en 1978, elle avait refusé une offre pour travailler au ministère de la Sécurité d'État (la Stasi). Dans son dossier de la Stasi, police politique de la RDA, sont mentionnées ses positions contre la RDA et le communisme (« diversions politico-idéologiques »), et son appui au syndicat polonais Solidarność,. Son biographe, Gerd Langguth, indique que beaucoup de ses amis et de ses connaissances des années 1970 et 1980 ont montré leur irritation lorsqu'elle a finalement rejoint la CDU, alors que certains d'entre eux s'attendaient à voir en elle des conceptions plus proches de celles des Verts. En décembre 1989, cependant, la question de l'orientation politique future de Demokratischer Aufbruch n'est nullement tranchée. Angela Merkel travaille au siège, à Berlin-Est, où elle élabore les tracts et a une fonction proche de celle d'attachée de presse.
Au début de l'année 1990, les personnalités politiques d'Allemagne de l'Ouest participent à la première élection démocratique de la Chambre du peuple, qui a lieu le 18 mars 1990. En tant que secrétaire général de la CDU, Volker Rühe crée, le 5 février 1990, l'Alliance électorale pour l'Allemagne. Demokratischer Aufbruch, mouvement citoyen qui vient d'être fondé, occupe alors une position clé : Helmut Kohl, président de la CDU et chancelier fédéral, ne veut pas limiter le bloc qu'il entend constituer à la CDU de l'Allemagne de l'Est et à la DSU, proche de la CSU bavaroise. En février 1990, Merkel est autorisée par l'Académie des sciences à entrer dans la compétition électorale pour le bureau politique de Demokratischer Aufbruch. Quelques jours avant l'élection, la collaboration de son président Wolfgang Schnur (de) avec la Stasi est établie. Il incombe alors à Angela Merkel de diriger la conférence de presse au cours de laquelle les dirigeants expriment leur consternation au sujet de ce qu'ils viennent d'apprendre.

### Responsabilités ministérielles (1990-1998)

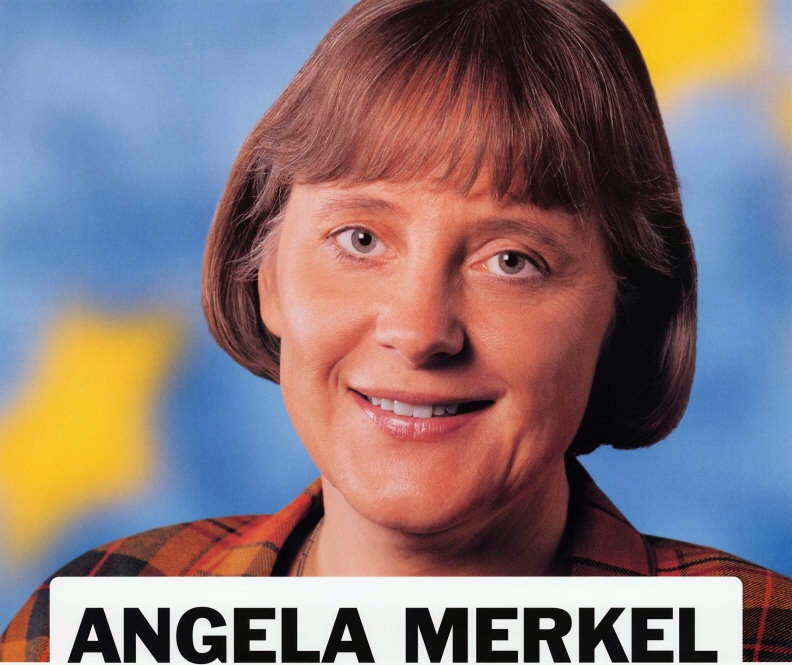
Affiche électorale de 1998.

Après la dernière élection à la Chambre du peuple de la RDA, en 1990, Angela Merkel devient porte-parole adjointe du dernier gouvernement de la RDA, dirigé par Lothar de Maizière. En août, du fait de la fusion de DA avec la CDU, elle devient membre de la formation chrétienne-démocrate de RDA. En décembre, elle est élue en mandat direct au Bundestag, dans la circonscription 267.
Dans le cabinet Kohl IV, entre 1991 et 1994, elle est ministre fédéral des Femmes et de la Jeunesse. C'est une surprise dans la mesure où le sujet ne l'intéresse pas particulièrement. Elle est ensuite présidente de la CDU du Land de Mecklembourg-Poméranie-Occidentale, de juin 1993 à mai 2000. Après la réunification, sa mère milite au SPD et son frère chez les Verts.
Le 17 novembre 1994, lors de la formation du cabinet Kohl V, elle succède à Klaus Töpfer au ministère fédéral de l'Environnement, de la Protection de la nature et de la Sécurité nucléaire. À la tête de ce ministère, elle organise à Berlin, en 1995, la première conférence des parties de la Convention-cadre des Nations unies sur les changements climatiques. Elle dénonce également les manifestations gênant les transports des conteneurs de matière radioactive Castor. Les demandes de démission provenant de l'opposition, en particulier des Verts, n'auront pas de conséquences sur sa position. Après la défaite électorale de 1998, elle cède son poste au vert Jürgen Trittin.

### Dirigeante de la CDU (1998-2018)

#### Secrétaire générale
Moins de deux semaines plus tard, le 7 novembre 1998, Wolfgang Schäuble propose la candidature d'Angela Merkel au poste de secrétaire générale de la CDU lors du congrès fédéral de Bonn. Elle recueille 874 voix favorables contre 68, soit une majorité de 92,8 % des suffrages exprimés. Si le parti a déjà compté plusieurs vice-présidentes, y compris Merkel elle-même, c'est la première fois qu'une femme atteint un tel niveau de responsabilité dans l'appareil chrétien-démocrate.

#### Présidente

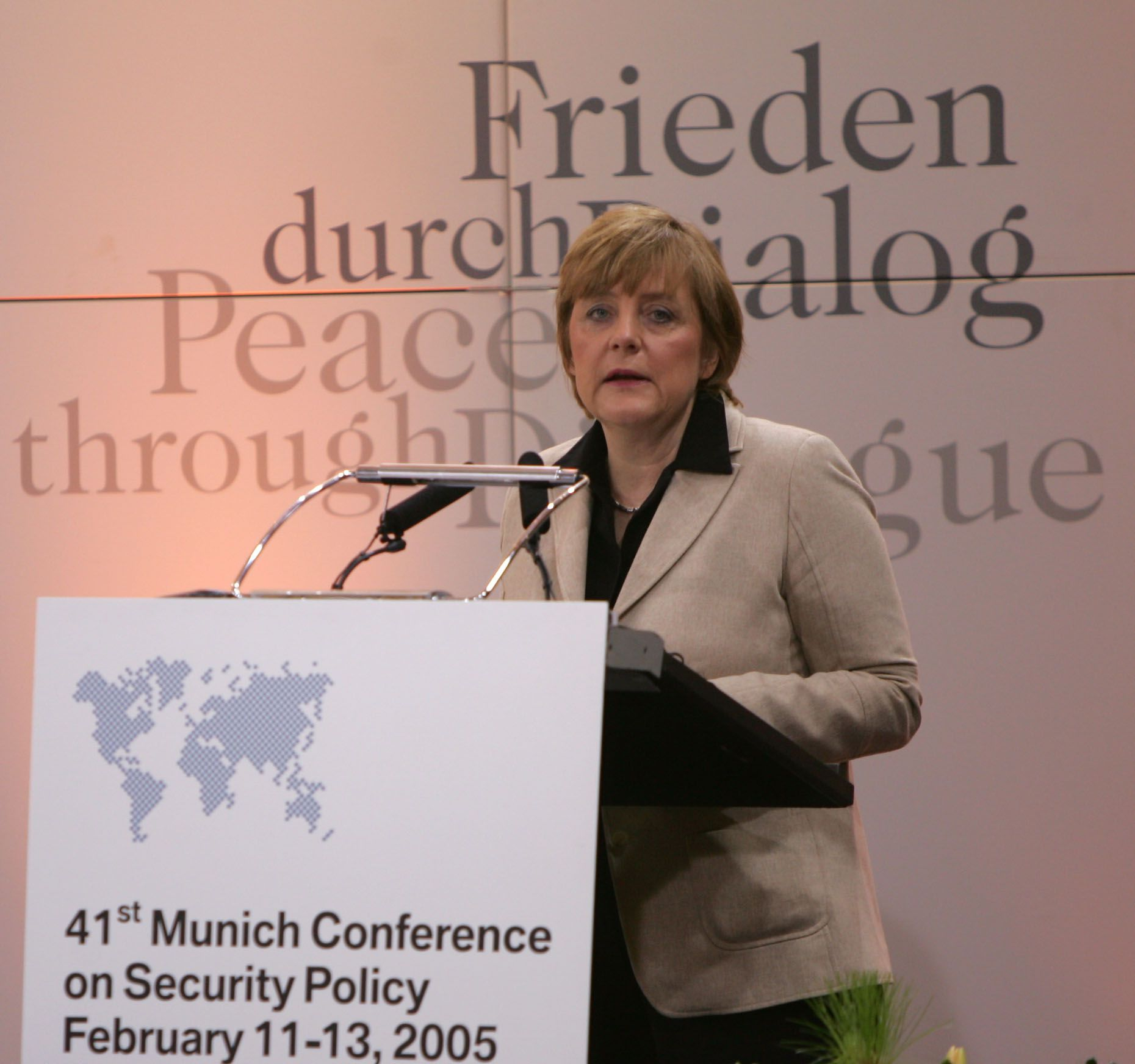
Angela Merkel en 2005.

Le 10 avril 2000, Angela Merkel est élue pour la succession de Wolfgang Schäuble à la présidence de la CDU avec 95,9 % des voix. Durant l’affaire du financement du parti dans laquelle Helmut Kohl est compromis, Angela Merkel se détourne de celui-ci, alors que personne au sein du parti n'osait l'attaquer. Elle exige du parti qu'il entame un nouveau départ sans Helmut Kohl. Le 8 novembre 2001, alors cheffe du parti, elle écarte toutefois l'option d'une plainte contre Helmut Kohl, contre-productive pour l'image du parti. Elle laisse sa place pour la candidature à l'élection à la chancellerie de 2002 à Edmund Stoiber (CSU), le ministre-président du Land de Bavière, lorsqu'elle est élue présidente du groupe parlementaire CDU/CSU au Bundestag, pour la succession de Friedrich Merz qu'elle a fait évincer de cette fonction. Elle devient ainsi cheffe de l'opposition.
Au printemps 2003, Merkel s'oppose à la prise de position de son parti sur la question de la troisième guerre du Golfe. Elle a en effet déclaré qu'il était irresponsable d'exclure « la force militaire en tant que dernier moyen catégorique. Elle est et restera un dernier moyen dans tout conflit, donc dans celui-là aussi ». Pour soutenir l'attitude des États-Unis, elle y prévoit un voyage qu'elle annule en raison des élections anticipées de 2005. En février 2004, elle effectue un séjour de trois jours en Turquie, afin de promouvoir le modèle de « partenariat privilégié » en tant qu'alternative à l'intégration complète à l'Union européenne. Merkel se prononce en faveur de l'élection de l'économiste Horst Köhler à la présidence fédérale au début de l'année 2004, à la suite d'une alliance CDU/CSU/FDP. Köhler est élu par l'Assemblée fédérale le 23 mai 2004 au château de Bellevue dès le premier tour de scrutin.
Durant sa présidence, elle intensifie les relations avec les autres partis de la droite européenne. Après les élections européennes de 2004, elle profite du poids de la CDU dans le Parti populaire européen (PPE) pour participer au choix du futur président de la Commission européenne. C'est une innovation car habituellement, c'était uniquement une prérogative des chefs de gouvernement en exercice. Ainsi, Gerhard Schröder et Jacques Chirac s'étaient mis d'accord sur le choix du Belge Guy Verhofstadt mais Angela Merkel réussit finalement à imposer le Portugais José Manuel Barroso, constituant pour elle une première grande victoire politique à l'échelle de l'Union européenne.
Elle est réélue présidente de la CDU en 2002 (93,7 %), 2004 (88,4 %), 2006 (93 %), 2008 (94,8 %), 2010 (90,4 %), 2012 (97,9 %), 2014 (96,7 %) et 2016 (89,5 %). Alors qu'elle envisage de briguer un nouveau mandat en 2018, elle y renonce, dans un contexte difficile, sa défaite étant jugée probable. Cette décision est interprétée comme un renoncement à la chancellerie, un poste qu'elle a toujours dit considérer comme allant de pair avec la présidence du parti majoritaire,. Annegret Kramp-Karrenbauer lui succède,.

### Chancelière fédérale (2005-2021)

#### Premier mandat

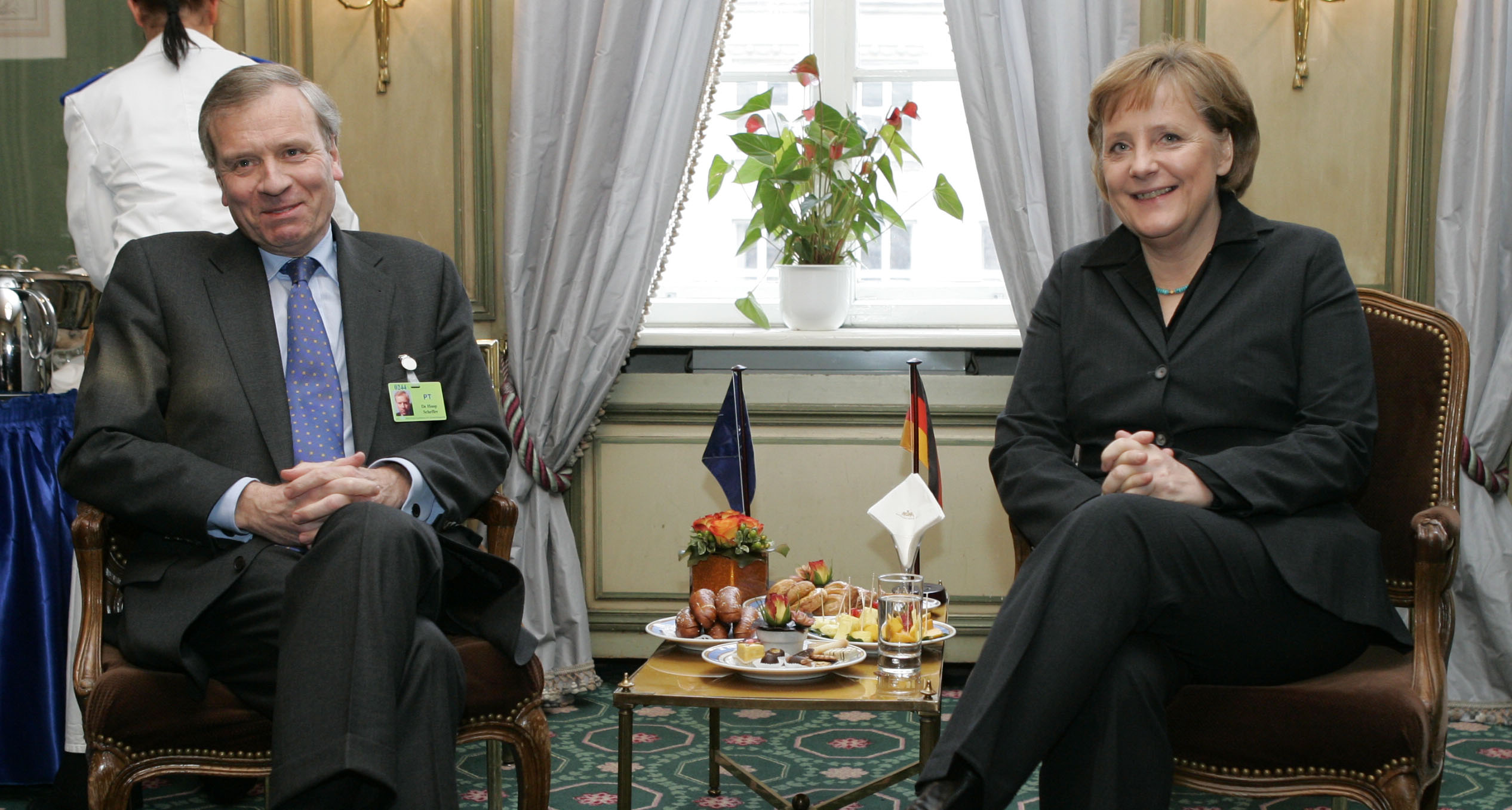
Angela Merkel et Jaap de Hoop Scheffer en 2006.

Angela Merkel est candidate à la chancellerie pour les élections au Bundestag du 18 septembre 2005. L'union CDU/CSU qu'elle conduit obtient 35,2 % des suffrages, devant le SPD à 34,2 %, mais loin derrière l'objectif de majorité absolue des sièges qu'elle s'était fixée. Angela Merkel est elle-même élue dans la circonscription no 15 de Mecklembourg-Poméranie-Occidentale par 41,3 % des suffrages exprimés. Le 20 septembre, lors de la première réunion du groupe parlementaire de l'Union depuis le scrutin, elle est réélue présidente du groupe par 98,6 % des voix (219 voix sur 222). Cependant, la presse allemande affirme que Merkel est sous pression, et ce en raison du refus de Gerhard Schröder qu'elle devienne chancelière fédérale dans la grande coalition. Au Bundestag, le SPD dispose en effet de 222 sièges, seulement quatre de moins que le groupe CDU/CSU.
Le 25 octobre 2005, après cinq semaines de difficiles négociations, le SPD et la CDU/CSU concluent un accord par lequel Angela Merkel est désignée chancelière fédérale (Bundeskanzlerin). Elle présente son gouvernement de coalition le 12 novembre, et est élue par le Bundestag le 22 novembre avec 397 voix sur 611 parlementaires, 202 contre et 12 abstentions. Angela Merkel est la première femme chancelière d'Allemagne ; à 51 ans, elle est aussi la plus jeune personnalité politique de l'histoire allemande d’après-guerre à occuper ce poste. Elle a obtenu le plus grand nombre de voix au Bundestag de toutes les élections à la Chancellerie, bien que Kurt Georg Kiesinger et surtout la grande coalition de 1966 aient constitué des majorités parlementaires plus larges. La grande coalition de 2005 représente 73 % des sièges, soit 443.
Selon le programme politique proposé lors de l'élection de 2005, Angela Merkel souhaite intensifier le cours des réformes engagées par Gerhard Schröder, en particulier dans le domaine du marché du travail. Quelques réformes de la coalition rouge-verte sont toutefois annulées, comme la mesure Ich-AG qui subventionnait l'installation à son compte de personnes au chômage, mesure qui avait été violemment critiquée. Angela Merkel veut permettre l'embauche de travailleurs en dehors du cadre des conventions collectives. Avant même l'élection de 2005, elle a exprimé son intention de ne pas appliquer toutes les réformes fiscales radicales proposées par le professeur Paul Kirchhof. Cependant, elle propose une simplification du système fiscal, et une réduction des dépenses publiques. Par exemple, elle souhaite supprimer les réductions fiscales au travail de nuit et à la propriété privée. La CDU avait jusqu'à maintenant toujours refusé une telle mesure, quand la coalition rouge-verte était au pouvoir. Angela Merkel est également en faveur d'une prolongation de la période précédant l'arrêt de la production d'énergie nucléaire ; toutefois, elle s'oppose à la relance des programmes nucléaires civils. Sur le plan international, elle s'oppose à l'entrée de la Turquie dans l'Union européenne, préférant un partenariat privilégié. Merkel était également opposée à ce que le Kosovo devienne un État indépendant de la Serbie.

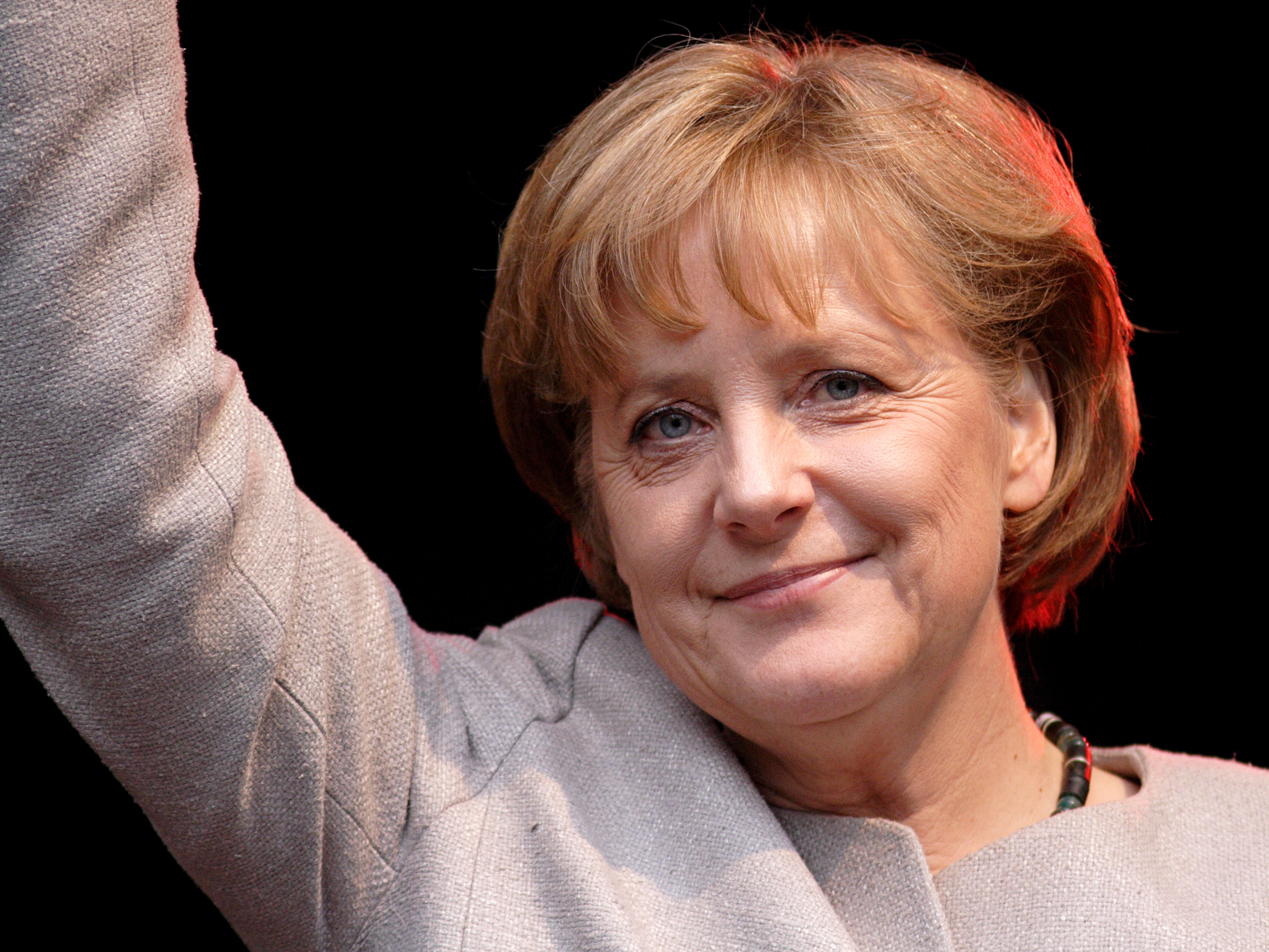
Angela Merkel en 2008.

Angela Merkel effectue sa première visite diplomatique en France le 23 novembre 2005, au lendemain de son investiture officielle, pour y rencontrer le président de la République Jacques Chirac et le Premier ministre Dominique de Villepin. Dans son discours, le premier insiste sur l'importance de l'axe franco-allemand au sein de l'Union européenne. Elle accorde une importance particulière à ce premier voyage, afin de souligner son attachement à l'amitié avec la France, alors qu'elle songe à raffermir les liens de l'Allemagne avec l'Europe centrale et l'Europe de l'Ouest. Après son entretien avec Jacques Chirac, elle rencontre les dirigeants européens à Bruxelles, ainsi que le secrétaire général de l'OTAN, Jaap de Hoop Scheffer. Le 28 novembre, elle reçoit son premier invité, le président de la Namibie (ancienne colonie allemande), Hifikepunye Pohamba, qui visite Berlin pendant cinq jours. Dans son discours du 30 novembre, elle annonce son objectif de développer l'économie allemande et de réduire le chômage.
Dans le cadre d'une visite en Asie en août 2007, Angela Merkel se rend pour la seconde fois en Chine et pour la première fois au Japon. Le 27 août 2007, à Pékin, la chancelière rencontre son homologue Wen Jiabao. À cette occasion, elle appelle la Chine à renforcer les relations commerciales sino-germaniques, mais aussi à respecter les règles du jeu international dans la lutte contre le réchauffement climatique. Le même jour, elle rencontre également le président Hu Jintao, et déclare après cette entrevue : « j'ai parlé des droits de l'Homme avec les dirigeants chinois. J'ai spécialement insisté sur le fait qu'avec les prochains Jeux olympiques, le monde regarderait la Chine de près ». Le 23 septembre 2007, elle reçoit le 14e Dalaï-Lama en exil depuis 1959 ; elle est la première à le recevoir officiellement à la Chancellerie. En avril 2007, elle signe en tant que présidente du Conseil de l'Union européenne l'accord visant à établir le Conseil économique transatlantique. En 2008, elle reçoit le Prix International Charlemagne.

#### Deuxième mandat

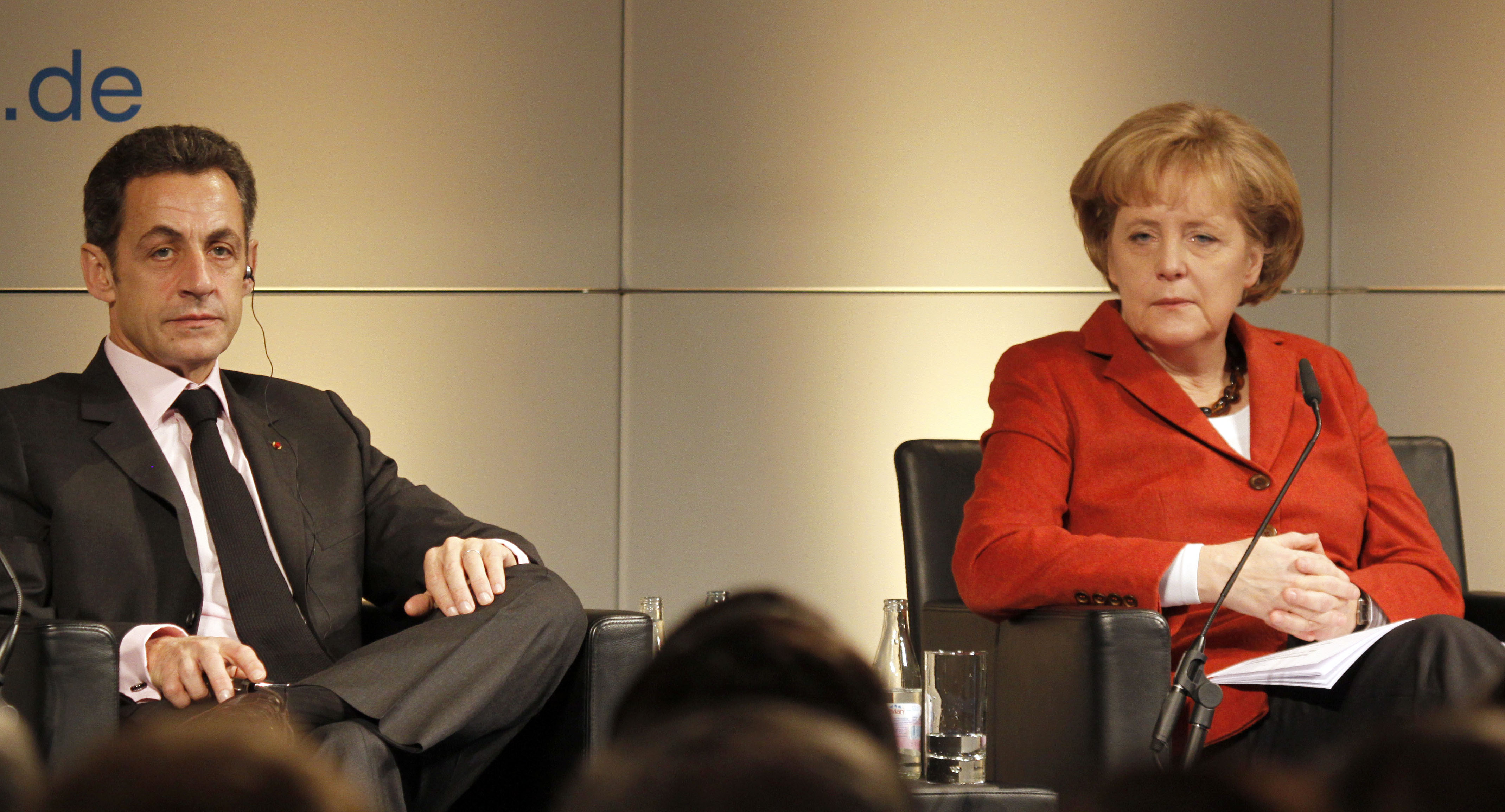
Angela Merkel et Nicolas Sarkozy en 2009.

Durant son premier mandat, Angela Merkel jouit d'une cote de popularité de plus de 60 % d'opinions positives, un score sans précédent dans l'histoire allemande et unique pour un chef de gouvernement européen en fonction. Le 27 septembre 2009, la CDU/CSU remporte les élections législatives, avec 33,8 % des voix et 239 sièges. Le SPD, conduit par Frank-Walter Steinmeier, n'obtient que 23,0 % des voix et 146 élus, soit le pire score du parti depuis la création de la République fédérale. La « grande coalition » prend donc fin et cède la place à une « coalition noire-jaune » entre la CDU/CSU et les libéraux du FDP (14,6 % des voix). Angela Merkel est alors la première chancelière depuis Konrad Adenauer à avoir dirigé au moins deux coalitions différentes. Le président fédéral, Horst Köhler, démissionne le 31 mai 2010, un an après avoir été réélu, à la suite d'une polémique à propos d'une de ses déclarations sur la présence de l'armée allemande en Afghanistan. Le candidat de la coalition noire-jaune à l'élection présidentielle anticipée du 30 juin, Christian Wulff, ministre-président de Basse-Saxe, n'est élu qu'au troisième tour de scrutin, alors que le centre droit disposait d'une confortable majorité. Cette élection face à Joachim Gauck est considérée par les médias comme un désaveu pour la chancelière. Fin 2010, des débats tels que le prolongement de la durée de fonctionnement des centrales nucléaires (après l'accident nucléaire de Fukushima de 2011, elle prône la fin du nucléaire, alors qu'elle en était auparavant une fervente avocate), ou encore l'immigration divisent le Cabinet Merkel et la majorité. En octobre 2010, lors du débat sur l'intégration des musulmans lié à la sortie de l'ouvrage de Thilo Sarrazin, elle déclare que « le modèle multiculturel allemand [Multikulti] a totalement échoué », reconnaissant toutefois l'importance de l'immigration pour l'économie allemande.

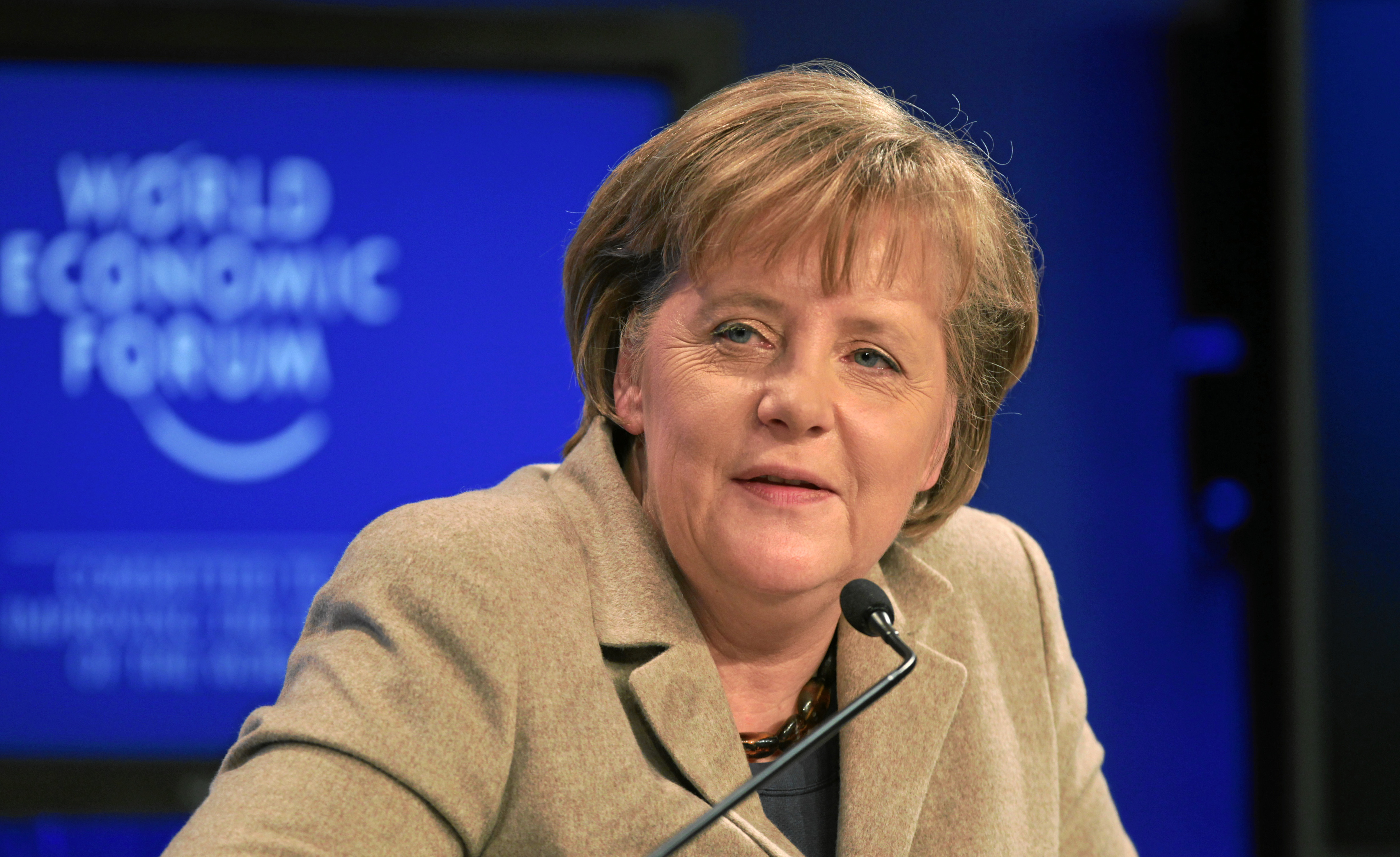
Angela Merkel au Forum économique mondial (2011).

Le 17 novembre 2010, Barack Obama, le président des États-Unis, lui décerne la médaille présidentielle de la Liberté, la plus haute décoration civile américaine, qui est attribuée « à des individus ayant contribué à la sécurité ou aux intérêts nationaux des États-Unis ». La cérémonie a lieu le 7 juin 2011. Le magazine américain Forbes la place en tête de sa liste des femmes les plus puissantes du monde chaque année de 2006 à 2009 et de 2011 à 2020, ; en 2010, elle est classée 4e. Par Forbes, elle est désignée deuxième personne la plus puissante du monde en 2012, derrière Barack Obama.

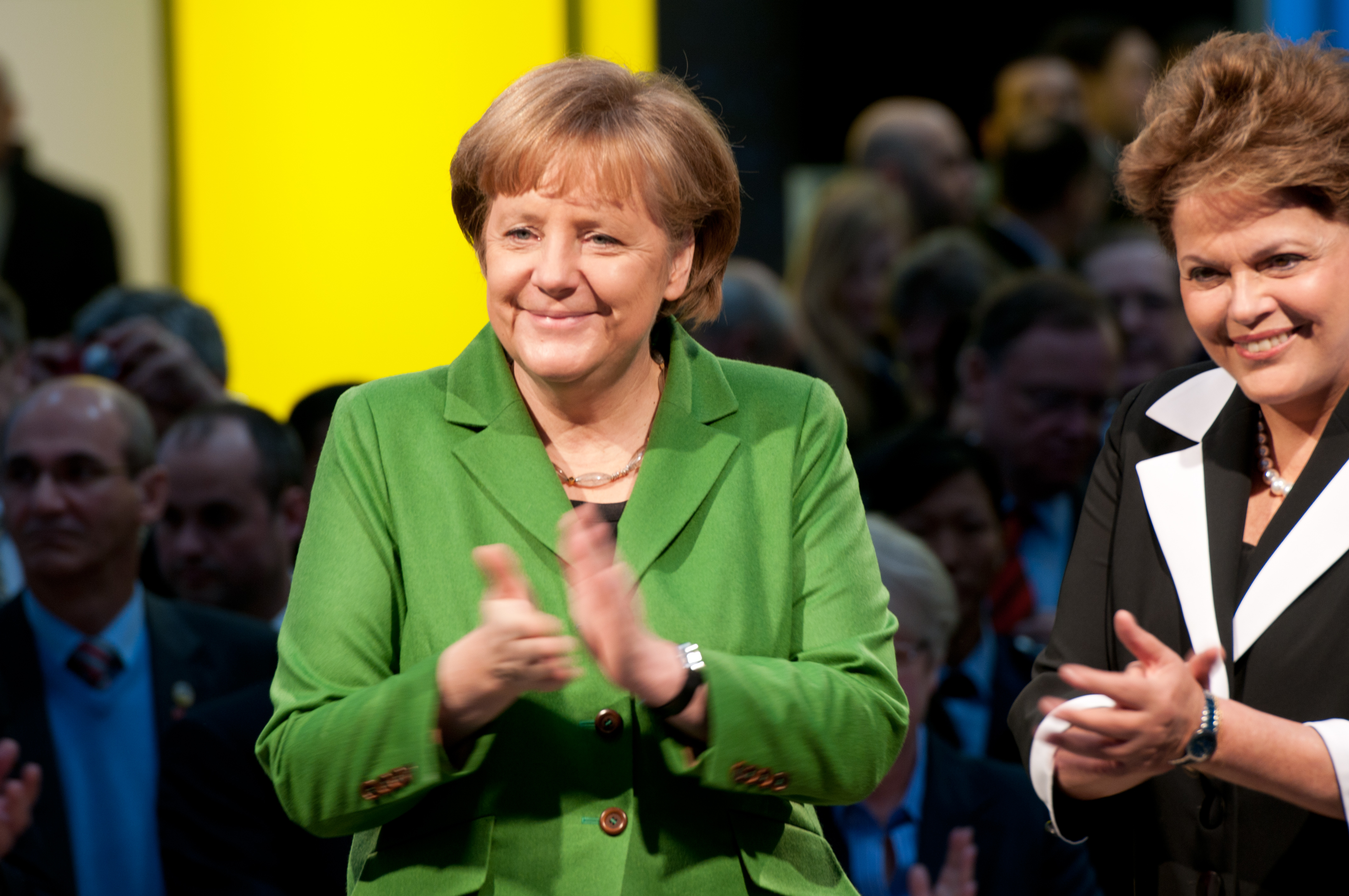
Angela Merkel avec la présidente brésilienne Dilma Rousseff (6 mars 2012).

En février 2012, le président fédéral, Christian Wulff, démissionne. La chancelière prend la décision d'engager des pourparlers avec l'opposition de centre-gauche pour désigner un candidat de consensus à l'élection présidentielle anticipée. Le SPD, qui refuse l'éventuelle candidature d'une personnalité politiquement marquée, propose de nouveau la candidature de l'ancien pasteur est-allemand, ex-commissaire des Archives de la Stasi et militant des droits de l'homme, Joachim Gauck, qui reçoit également le soutien des Verts, puis du FDP. La chancelière se range finalement derrière cette candidature. Le 18 mars, il est élu président fédéral par 88,5 % des suffrages exprimés lors de la session de l'Assemblée fédérale.

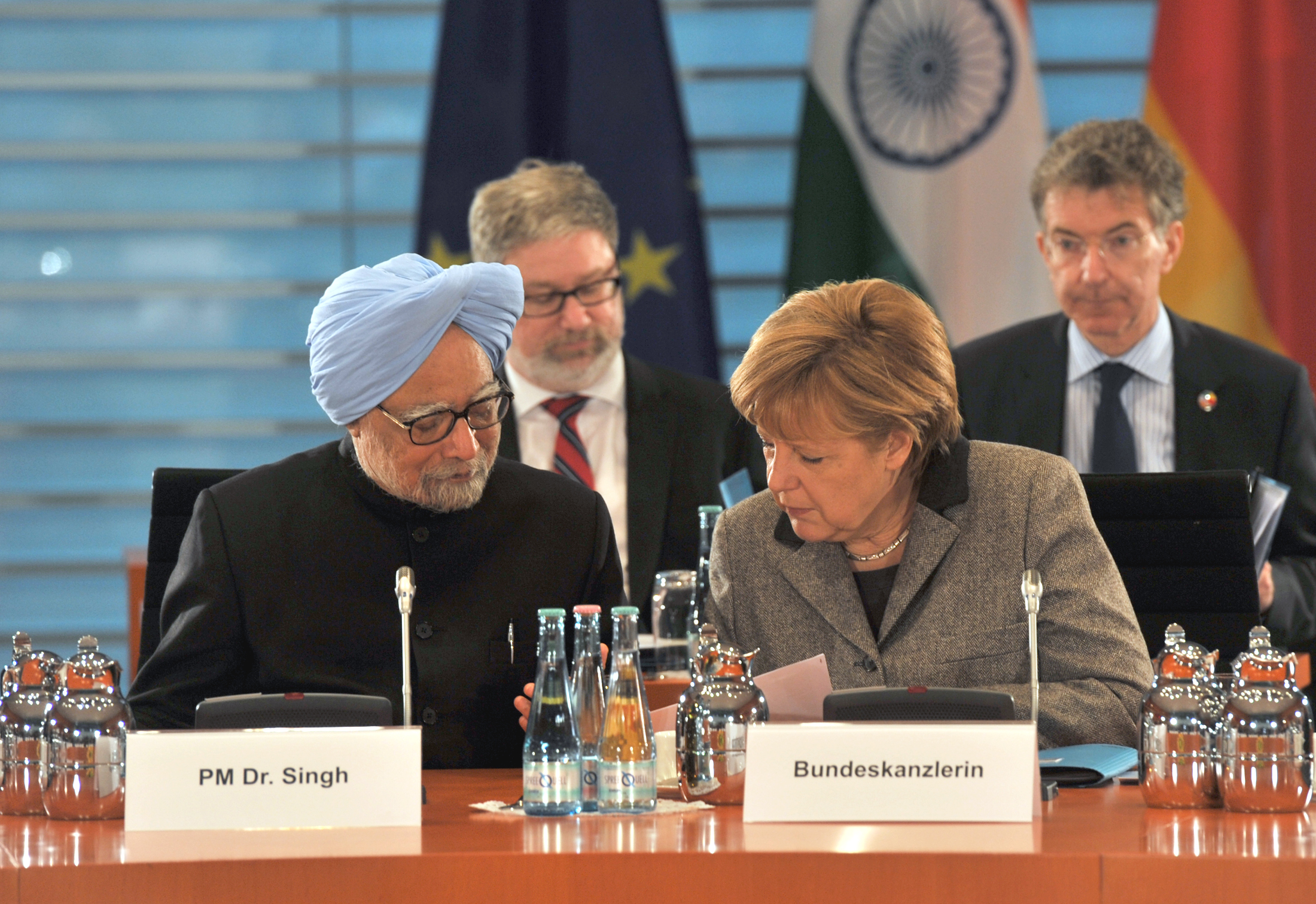
Angela Merkel avec le premier ministre indien Manmohan Singh (11 avril 2013).

Elle fait savoir, en juillet 2011, qu'elle compte être candidate à sa propre succession aux élections fédérales prévues en 2013. Réélue présidente fédérale de la CDU pour la septième fois le 4 décembre 2012, par 97,9 % des suffrages, sa cote de popularité atteint alors un niveau record de 81 % d'opinions favorables et les enquêtes d'opinion indiquent que les Allemands sont satisfaits de sa gestion de la crise de la dette dans la zone euro. Souvent qualifiée de travailleuse, de rassurante et de pondérée, voire de discrète par nature,,, Angela Merkel reste très populaire auprès des Allemands, et cela de manière assez constante et inédite dans le pays pour un chef de gouvernement alors que son programme, son parti ou le travail de ses gouvernements ne suscitèrent guère d'enthousiasme.
À l'issue des deux premiers mandats d'Angela Merkel, l'Allemagne s'en sort globalement mieux que les autres pays européens dans le contexte de la crise financière de 2009 et de la crise de la zone euro. Le politologue Gero Neugebauer, de l'université libre de Berlin, note que « la chancelière a instauré le Kurzarbeit (un mécanisme de chômage partiel cofinancé par l'État fédéral), qui a permis d'éviter les vagues de licenciement massives, préservant l'emploi et permettant aux entreprises de redémarrer plus fort lorsque la tempête était passée. Le résultat est une économie florissante », tout en relevant que « les inégalités se sont creusées sous Merkel. Les disparités entre les plus riches et les plus pauvres sont plus profondes. Et bien que le niveau de l'emploi atteigne des records (le taux de chômage est au plus bas parmi les pays européens, à 7,1 %), le noyau dur du chômage de longue durée ne se réduit pas ».

#### Troisième mandat

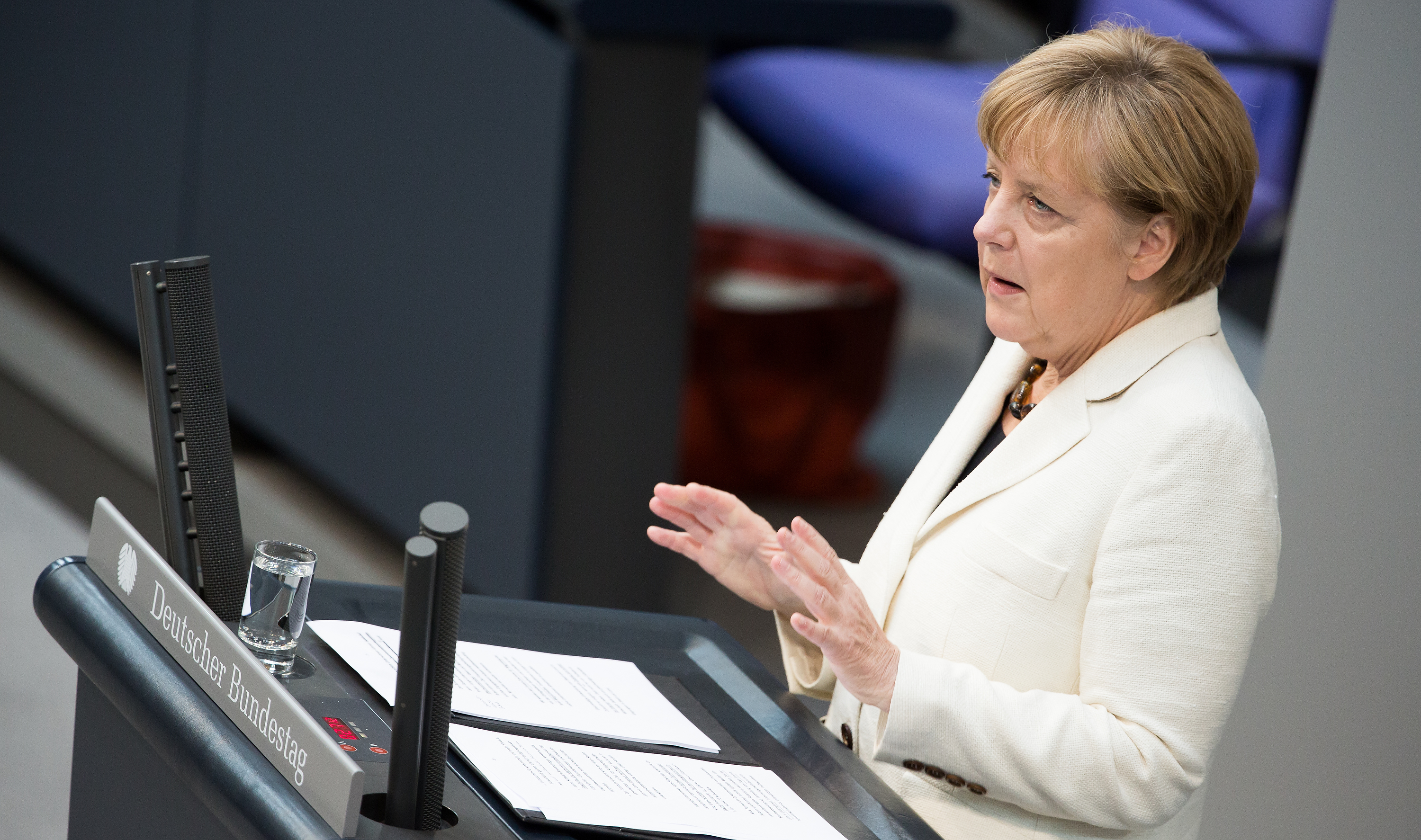
Angela Merkel s'exprimant devant le Bundestag en 2014.

Lors des élections fédérales du 22 septembre 2013, à l'issue d'une campagne polarisée sur sa personnalité, la CDU/CSU remporte 41,5 % des suffrages, ce qui constitue son meilleur score depuis 1994. Avec 311 députés sur 631, elle manque la majorité absolue de seulement cinq sièges. Elle ne peut plus compter sur son allié jusque là au Parlement, le Parti libéral-démocrate (FDP), pour se maintenir au pouvoir, les libéraux n'ayant pas réussi à franchir le seuil de 5 % des suffrages exprimés, nécessaire pour siéger au Bundestag.
Angela Merkel ouvre alors des discussions avec le Parti social-démocrate d'Allemagne (SPD), qui a vu son score stagner avec 25,7 % des voix et 192 députés, et l'Alliance 90 / Les Verts, qui réalise une contre-performance en obtenant 8,4 % des suffrages exprimés et 63 sièges au Bundestag. Le 17 octobre, chrétiens-démocrates et sociaux-démocrates annoncent l'ouverture de négociations pour former une grande coalition. Un accord est conclu le 27 novembre : celui-ci prévoit l'instauration d'un salaire minimum fédéral de 8,50 euros de l'heure d'ici à la fin de la législature, la possibilité de partir à la retraite à 63 ans pour les salariés ayant cotisé 45 ans, des investissements dans les infrastructures et un refus d'une quelconque hausse de la fiscalité. Les militants sociaux-démocrates, appelés à se prononcer sur l'accord - une première en Allemagne - l'approuvent massivement, 76 % des votants se déclarant en sa faveur. La coalition dispose alors d'une majorité de 504 sièges.

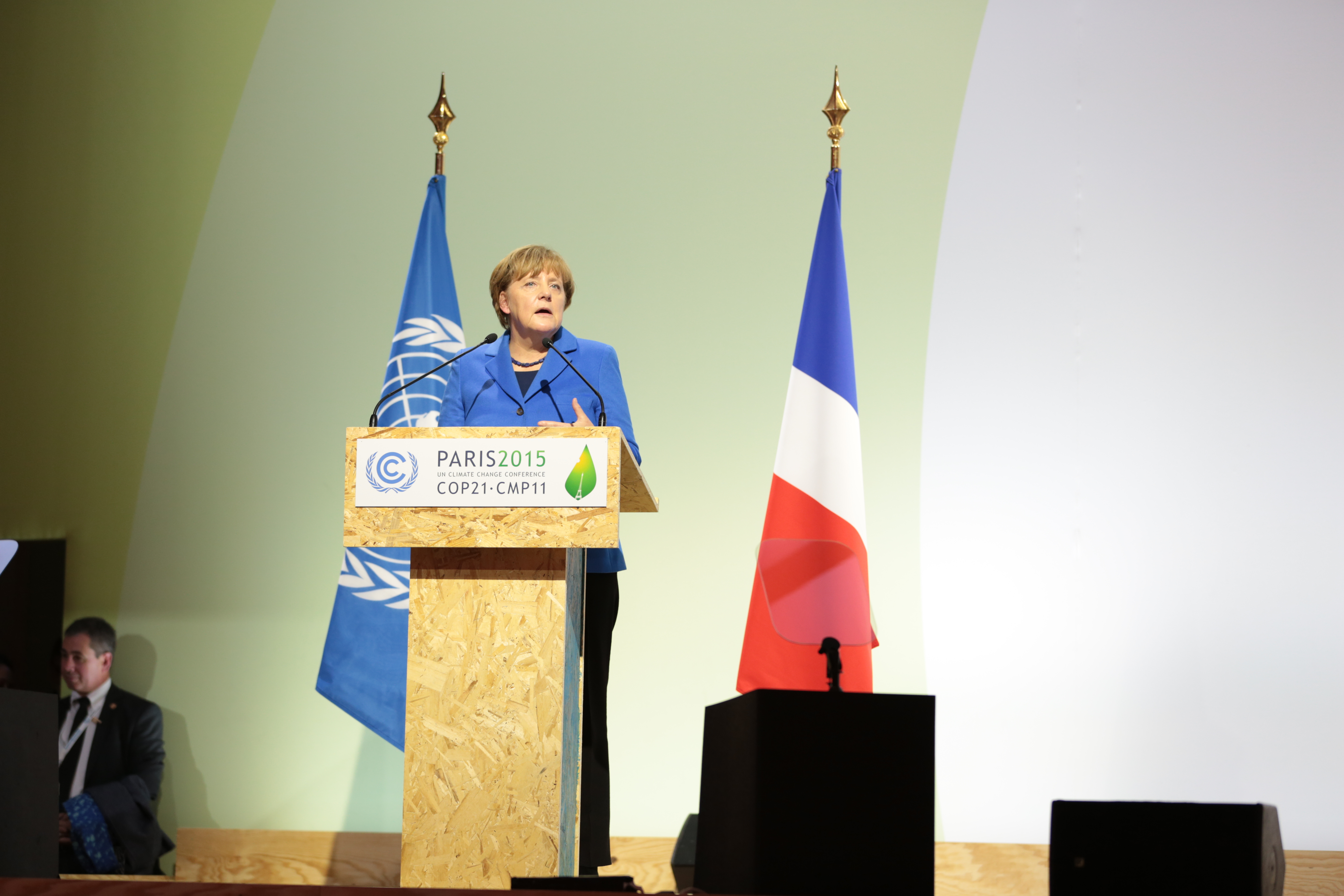
Angela Merkel à la conférence de Paris de 2015 sur les changements climatiques.

Angela Merkel est élue pour un troisième mandat de chancelière fédérale le 17 décembre, par 462 voix pour, 150 contre et 9 abstentions. C'est la quatrième titulaire du poste de chancelier fédéral à entamer un troisième mandat, après Konrad Adenauer, Helmut Schmidt et Helmut Kohl, seulement la troisième à le faire après avoir enchaîné deux mandats complets consécutifs. Par ailleurs, c'est la première fois qu'un chancelier fédéral changeant de coalition gouvernementale forme une coalition avec laquelle il a déjà gouverné. Dans son troisième cabinet, elle conserve des poids lourds de la CDU, comme Wolfgang Schäuble aux Finances et Ursula von der Leyen qui passe à la Défense, retrouve des anciens ministres sociaux-démocrates de son premier cabinet, Sigmar Gabriel à l'Économie et Frank-Walter Steinmeier aux Affaires étrangères, et accueille plusieurs représentants de la nouvelle génération, comme Manuela Schwesig à la Famille et Alexander Dobrindt aux Transports.
Elle incarne peu à peu l'hégémonie allemande sur l'Europe, même si ce rôle de leader est caractérisé par certains spécialistes comme une « hégémonie à contrecœur »,,,. Elle joue un rôle extérieur très actif dans la guerre est-ukrainienne, signant le 12 février 2015 à Minsk, avec François Hollande, Petro Porochenko et Vladimir Poutine, un nouvel accord de cessez-le-feu prévoyant l'arrêt des combats et la reconnaissance par Kiev d'un statut particulier au Donbass.

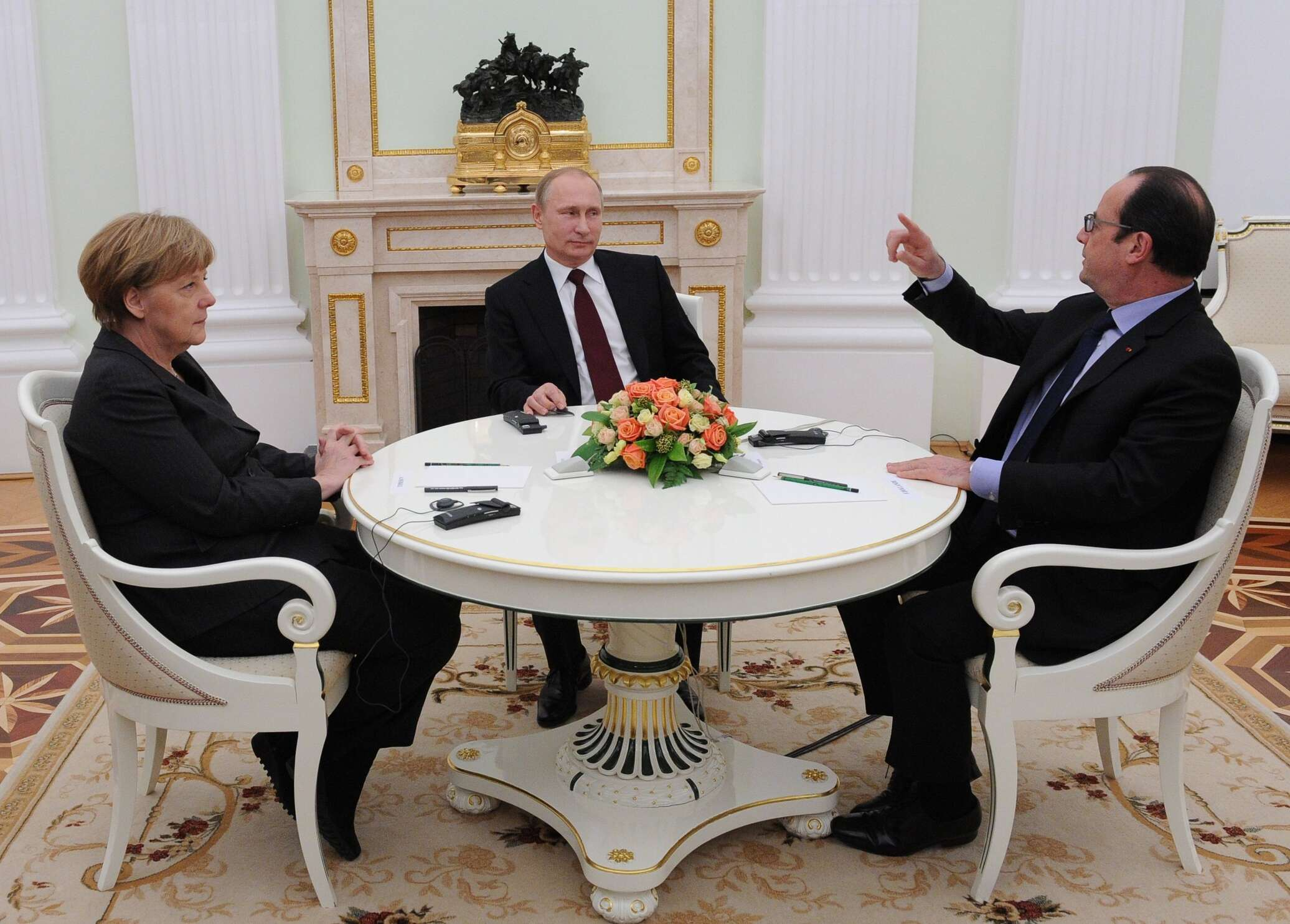
Angela Merkel avec François Hollande et Vladimir Poutine (Grand palais du Kremlin, 6 février 2015).

Elle tient également un rôle déterminant dans la résolution de la crise de la dette publique grecque se montrant sévère avec la Grèce et brandissant la menace d'une sortie du pays de la zone euro, pour obtenir du gouvernement grec qu'il accepte de nouvelles et sévères mesures d'austérité, ce qui vaut à l'Allemagne d'abimer son image européenne à l'étranger. En 2015, elle est choisie par le Time Magazine comme « personnalité de l'année ».
En 2015, confrontée à la question de la crise migratoire en Europe, elle affirme que l'Allemagne doit être un pays d'accueil et prend le parti des réfugiés, en opposition aux manifestations contre l'installation de migrants. Selon le journaliste Robin Alexander, dont le livre sur ce sujet, Die Getriebenen (2017), est un best-seller en Allemagne, elle avait initialement prévu de fermer les portes du pays mais aurait finalement cédé sous la pression médiatique, alors que circulaient des photos de migrants morts dans un camion abandonné sur une autoroute, celle d'Aylan, et afin d'éviter d'assumer l'idée de policiers allemands refoulant des migrants devant les médias. Elle annonce néanmoins souhaiter promouvoir un accord sur une répartition « contraignante » des migrants dans les différents pays de l'Union européenne, proposition qui bute sur le refus de quatre pays d'Europe centrale et du Danemark.
Devant l'afflux des migrants, sa politique est sévèrement critiquée par ses partenaires politiques de la CSU. Le 13 septembre 2015, son gouvernement prend la décision de rétablir les contrôles à la frontière avec l'Autriche, qu'il avait fait fermer provisoirement pour contenir l'arrivée de nouveaux migrants. La ville de Munich, principal point d'accueil, est saturée, et les autorités réquisitionnent des trains pour répartir les immigrés au niveau fédéral. En 2017, l’Allemagne dépense 21 milliards d’euros pour tenter d’intégrer les migrants. Alors que l'inquiétude des Allemands augmente, la cote de popularité de la chancelière connaît une baisse importante.
Devant répondre dès les premiers jours de 2016 aux protestations publiques engendrées par une vague d'une ampleur jusqu'ici inconnue d'agressions sexuelles lors du Nouvel An commises par des immigrants ou des réfugiés, Angela Merkel est contrainte d'annoncer un durcissement de sa politique d'accueil. Une grande partie de la presse internationale s'exprime alors de manière sceptique ou critique vis-à-vis de sa politique migratoire, The Sunday Times invoquant la « naïveté » de la chancelière et un éditorial du New York Times lui enjoignant de démissionner. Marquée par les évènements du Nouvel An, pour la première fois en janvier 2016, une majorité (56 %) de sondés pense que la politique de Merkel est « plutôt mauvaise ». En avril 2016, c'est l'ancien chancelier Helmut Kohl qui exprime son désaccord avec la politique d'ouverture des frontières de Merkel et son soutien envers la politique opposée menée par Viktor Orbán,,.

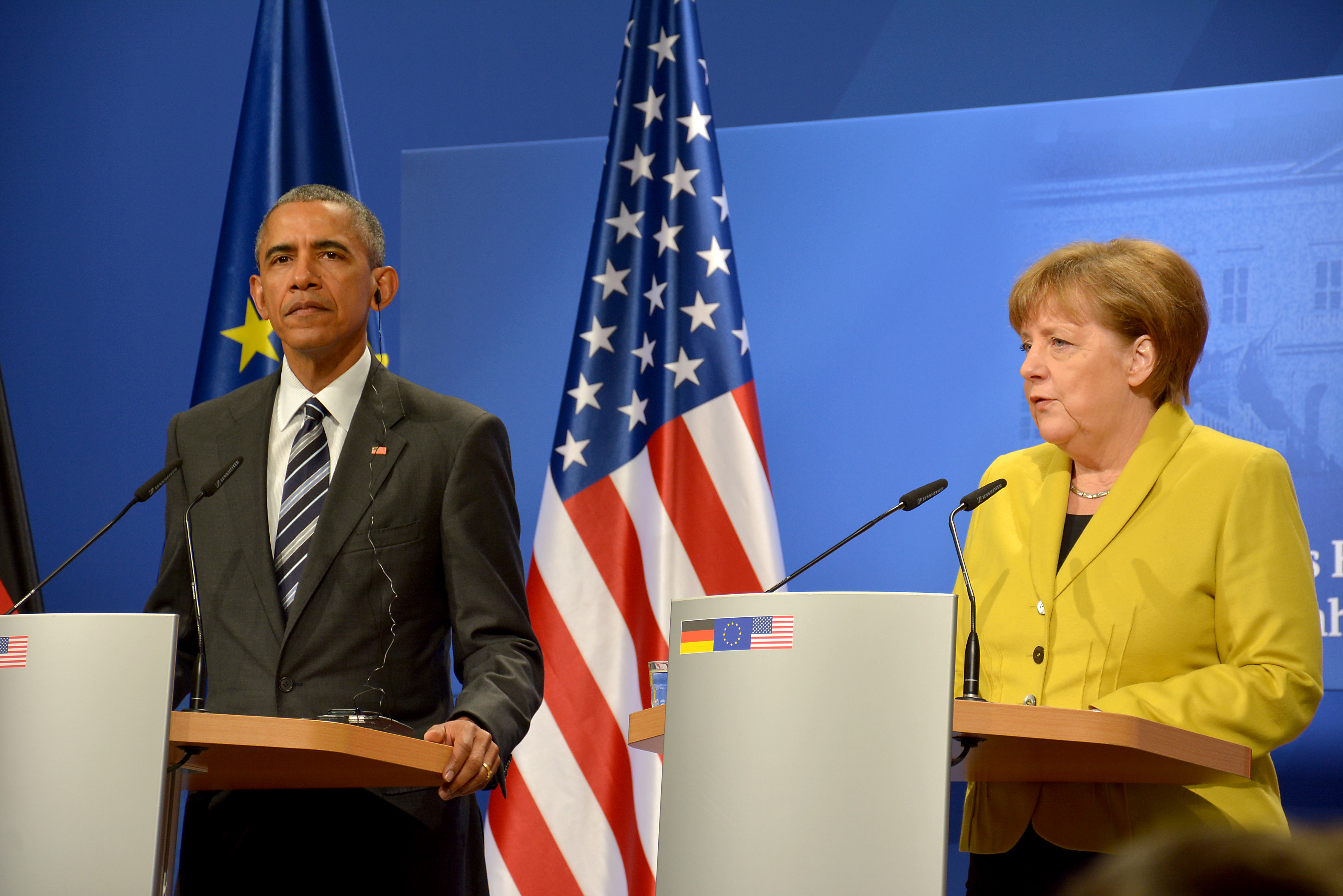
Barack Obama et Angela Merkel en 2016.

En mars 2016, les élections locales sont marquées par la forte poussée du parti anti-migrants l'Alternative pour l'Allemagne (AfD), qui obtient jusqu'à 24 % dans le Lander de Saxe-Anhalt, tandis que la CDU enregistre des pertes significatives. Après l'autorisation du gouvernement fédéral de laisser le pouvoir judiciaire faire suivre une plainte du président turc, Recep Tayyip Erdoğan, contre le satiriste Jan Böhmermann, la satisfaction des personnes interrogées vis-à-vis du travail de la chancelière tombe au plus bas de la législature avec 45 % d'avis favorables. Début août, seuls 34 % des personnes interrogées se disent satisfaites de la politique d'accueil des réfugiés menée par le gouvernement depuis 2015. Au cours des élections du 4 septembre 2016 dans son Land d'élection, le Mecklembourg-Poméranie-Occidentale, la CDU arrive troisième, obtenant son pire score depuis la réunification ; elle est devancée par le SPD et par l'AfD, qui a mené campagne sur le thème de sa politique migratoire. Deux semaines plus tard, lors des élections législatives à Berlin, la CDU réalise un score inférieur à 18 %, le plus mauvais de son histoire dans la capitale fédérale.
Alors qu'elle est décrite comme de plus en plus isolée au sein de l'Union européenne dans sa volonté d'imposer sa politique migratoire, ses partenaires européens lui font le reproche de négocier seule avec la Turquie. Fin avril 2016, elle accepte les conditions du président Erdoğan en vue d'accorder le droit aux Turcs de circuler dans l'espace Schengen sans visa ; celui-ci veut par ailleurs relancer les négociations d'adhésion de la Turquie à l'Union européenne.
En septembre 2016, face à sa baisse de popularité et aux défaites électorales qui se succèdent, Angela Merkel déclare que sa formule « nous y arriverons » concernant l'accueil des réfugiés est « vide de sens » et promet de ne plus l'utiliser à l'avenir. Elle reconnait ensuite que son gouvernement avait été insuffisamment préparé à l'accueil des réfugiés qu'elle avait décidé. Principale instigatrice du mécanisme de répartition obligatoire des migrants et confrontée à une très forte opposition notamment des pays d'Europe centrale, Angela Merkel est contrainte d'annoncer le même mois au sommet de Bratislava l'abandon du système des « quotas » nationaux. Ce pas en arrière paraît illustrer « son affaiblissement sur la scène européenne ».
Le 20 décembre 2016, la chancelière allemande confirme que les événements commis à Berlin la veille relèvent bien d'un « attentat terroriste ». Merkel est la cible de vives critiques de la part de l'Alternative pour l'Allemagne en raison du fait que le suspect est un demandeur d'asile accueilli récemment par l'Allemagne ; Marcus Pretzell affirme que « ce sont les morts de Merkel » et Frauke Petry fait, elle, état d'une Allemagne qui n'est « plus sûre » face « au terrorisme de l'islamisme radical »,.
En vue des élections de septembre 2017, la CDU de Merkel obtient le soutien de son parti frère, la CSU, en février de la même année, malgré leurs divergences sur la politique d'accueil des migrants que l'Allemagne devrait adopter, Merkel refusant de limiter les arrivées de migrants à 200 000 personnes par an comme le propose le chef du parti bavarois, Horst Seehofer,. Ce rapprochement s'explique notamment par la montée en popularité du SPD, incarnée par Martin Schulz, principal opposant d'Angela Merkel pour les élections à venir. Le 6 février 2016, le quotidien Bild publie un sondage montrant cette proximité d'intentions de vote entre le parti de Merkel et celui de Schulz, respectivement de 30 et 31 %.
En levant son opposition de principe, Angela Merkel permet que soit examinée au Bundestag une proposition de loi visant à instaurer le mariage homosexuel. Si elle vote contre le texte, celui-ci est toutefois adopté. Elle met son évolution sur le sujet sur le compte d'une rencontre avec un couple de lesbiennes, qui lui ont promis de l’inviter à leur mariage,.

#### Quatrième mandat

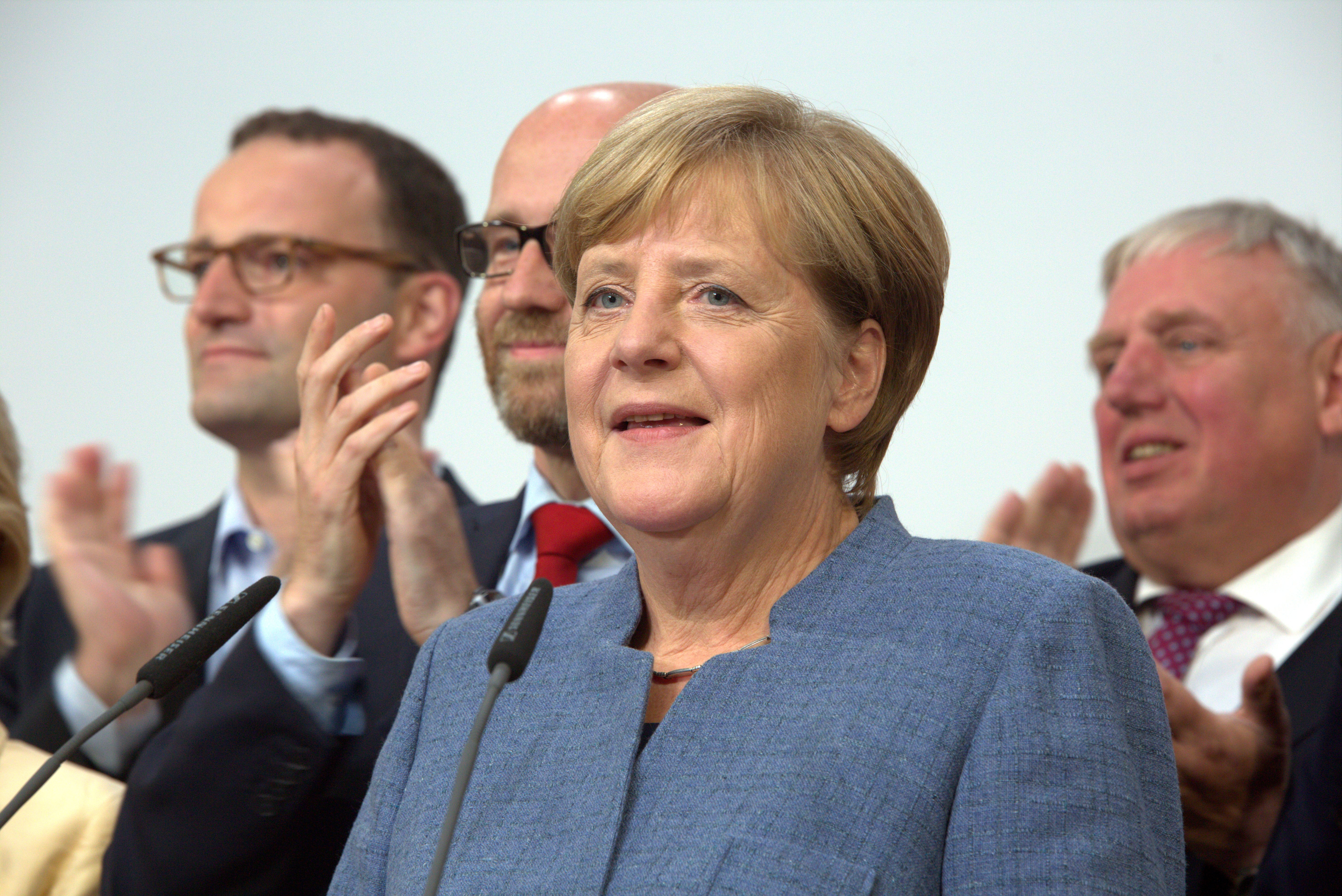
Angela Merkel au soir des élections fédérales de 2017.

L'alliance CDU-CSU arrive en tête des élections du 24 septembre 2017 avec 32,9 % des suffrages, un résultat historiquement bas, la CDU-CSU n'ayant pas recueilli un pourcentage aussi faible depuis les élections fédérales de 1949,,. L'Alternative pour l'Allemagne (AfD), parti d'extrême droite ayant axé sa campagne contre la politique migratoire d'Angela Merkel, obtient un succès inattendu, 94 de ses candidats étant élus au Bundestag.
Ces élections plongent l'Allemagne dans une impasse politique inédite. Pendant plusieurs mois, le rôle d'Angela Merkel est réduit à une simple gestion des affaires courantes et ses difficultés à former un gouvernement affaiblissent son autorité sur le plan intérieur et sur la scène internationale, où elle est concurrencée par Emmanuel Macron,. Lors des élections d'octobre en Basse-Saxe, la CDU obtient son pire score dans la région depuis 1959. Alors que des négociations sont entamées afin d'établir une coalition jamaïcaine (CDU/CSU, Parti libéral-démocrate, Les Verts), le président fédéral des libéraux-démocrates, Christian Lindner, oppose une fin de non-recevoir à ce projet en raison de divergences avec Les Verts sur la question migratoire.

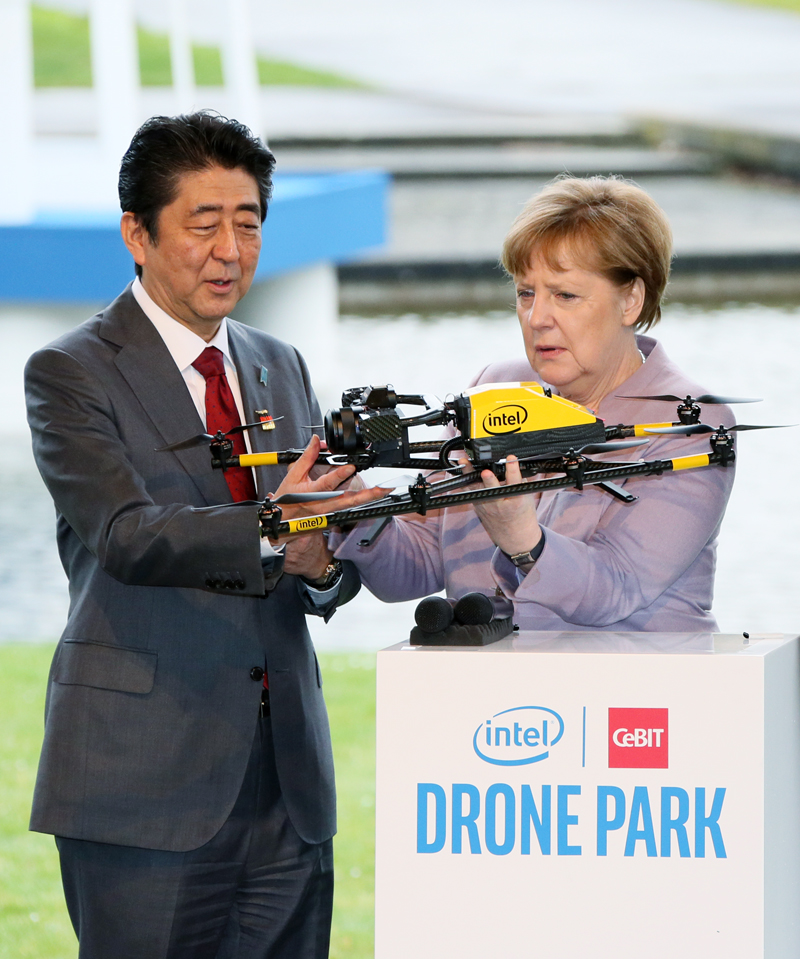
Angela Merkel avec Shinzō Abe (20 mars 2017).

Des discussions s'ouvrent ensuite entre la CDU/CSU et le SPD, mais l'idée de la reconduction d'une grande coalition est critiquée par une partie des sociaux-démocrates, qui prônent un retour dans l'opposition afin de se refaire une santé électorale,,. En outre, les revendications du SPD dans le domaine migratoire suscitent le scepticisme de nombreux conservateurs au vu de la politique déjà menée par le précédent cabinet Merkel. Finalement, le 7 février 2018, un accord de grande coalition est signé, puis approuvé par les adhérents du SPD. Alors que la gauche obtient plusieurs ministères d'importance, notamment celui des Finances, Angela Merkel reconnaît des concessions « douloureuses » et plusieurs responsables conservateurs se montrent critiques envers les termes de l'accord,,,. Cette grande coalition est perçue comme fort différente des trois qui l'ont précédé, notamment car elle rassemble moins de 55 % des suffrages exprimés aux élections fédérales et que les trois partis la composant se trouvent dans une situation interne de faiblesse et d'instabilité. Angela Merkel est réélue chancelière fédérale le 14 mars 2018. Elle obtient 364 votes de députés, soit neuf de plus que la majorité nécessaire pour être élue, mais 35 de moins que sa majorité théorique de 399 parlementaires.

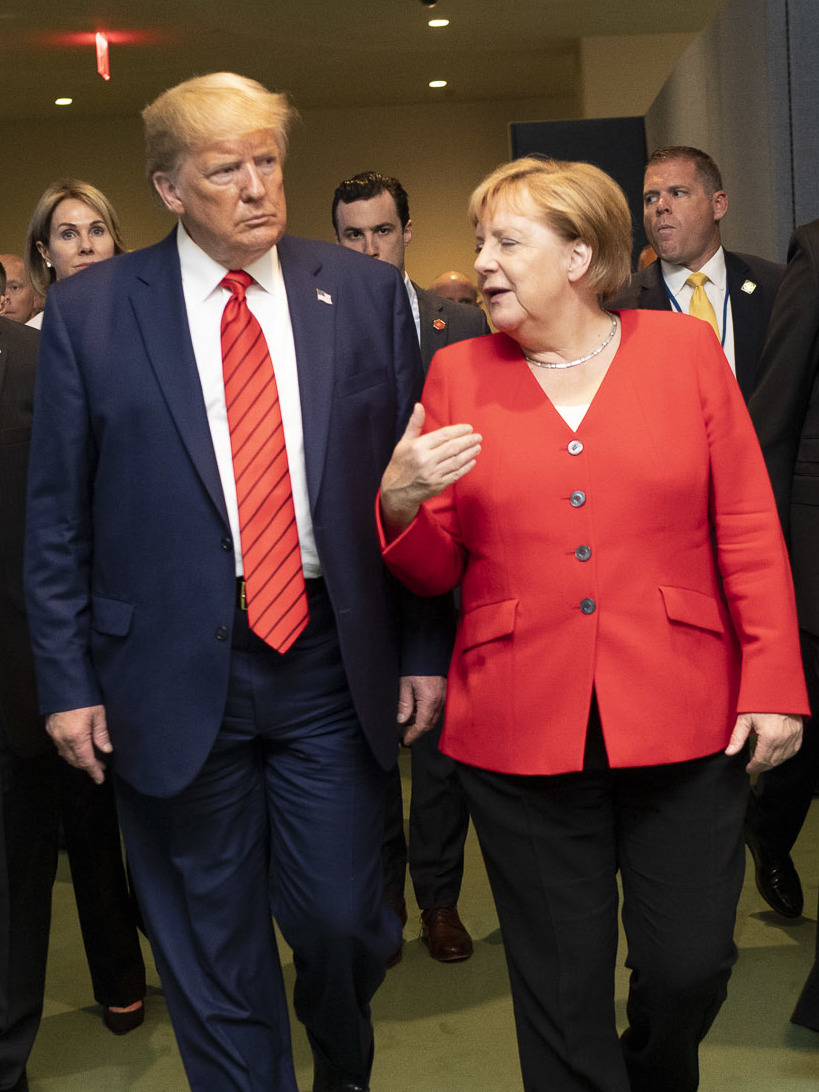
Angela Merkel et le président des États-Unis, Donald Trump, en 2019.

Néanmoins, dès juin 2018, elle est confrontée à de fortes tensions gouvernementales. Le 1er juillet, Horst Seehofer menace de démissionner de la présidence de la CSU et du ministère fédéral de l'Intérieur, pour protester contre sa politique d'asile, qu'il juge trop laxiste. Il trouve finalement avec Merkel un accord sur des mesures de réduction de l'immigration illégale. L'accord prévoit que les demandeurs d'asile arrivant en Allemagne mais déjà enregistrés ailleurs dans l'Union européenne doivent être détenus dans des centres de transit frontaliers avant d'être renvoyés dans leurs pays d'enregistrement. Ces retours seront organisés conformément à des accords conclus avec les États concernés. En septembre 2018, les députés de la CDU s'opposent à la reconduction de Volker Kauder, un des fidèles d'Angela Merkel, à la présidence du groupe CDU/CSU. En octobre 2018, la CDU/CSU réalise des scores historiquement faibles aux élections régionales en Bavière et en Hesse, ainsi que dans les sondages nationaux : le parti est crédité de 25 % d'intentions de vote, contre plus de 40 % avant la crise migratoire, qui est considérée comme l'élément déclencheur de cette chute.

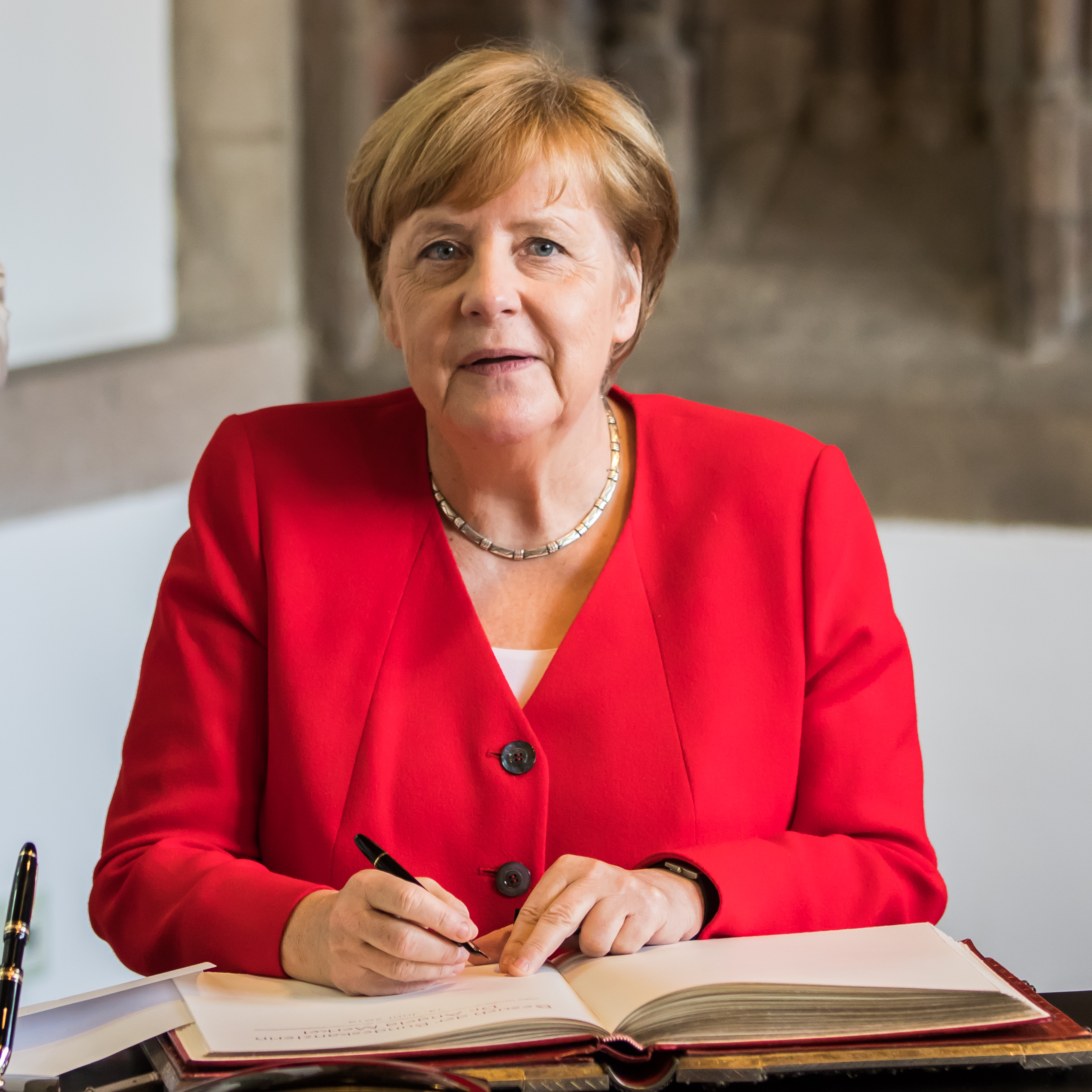
Angela Merkel à l'hôtel de ville de Cologne en juin 2019.

Dans ce contexte, le remplacement d'Angela Merkel à la tête de la CDU est régulièrement évoqué. Sous la pression des dirigeants du parti, elle annonce qu'elle ne se représentera pas à sa présidence et apporte son soutien à Annegret Kramp-Karrenbauer comme secrétaire générale en février 2018, ce qui est perçu comme le premier signal clair dans le débat autour de sa succession,. Dix mois plus tard, le 7 décembre, Kramp-Karrenbauer est élue à la présidence du parti avec 51,8 % des voix au second tour, contre 48,2 % pour Friedrich Merz, adversaire affiché de Merkel depuis qu'elle l'a évincé de la présidence du groupe CDU/CSU au Bundestag en 2002. Cette élection met un terme aux 18 années de présidence Merkel à la CDU. Au cours de l'année 2019, alors que sa majorité apparaît chancelante en raison du souhait d'une partie du SPD de quitter la grande coalition au vu de l'effondrement de ses intentions de vote, les relations entre Merkel et Kramp-Karrenbauer se détériorent, notamment lorsque cette dernière envisage la fermeture des frontières en cas de nouvelle crise migratoire.
Lors des élections européennes de 2019, la CDU/CSU arrive en tête mais avec un score historiquement faible (28,9 %), alors qu'Alliance 90 / Les Verts obtient un score très élevé (20,5 %) et que le SPD s'effondre (15,8 %),. Après le scrutin, elle échoue à imposer à la présidence de la Commission européenne le spitzenkandidat du PPE, Manfred Weber, puis fait face à une fronde de son groupe, qui refuse de soutenir Frans Timmermans ; c'est finalement Ursula von der Leyen, une proche de Merkel, qui est proposée à cette fonction. En juin et juillet 2019, la capacité à gouverner d'Angela Merkel est par ailleurs remise en cause par des interrogations sur son état de santé, après qu'elle a été victime à trois reprises de crises de tremblements de plusieurs minutes lors de cérémonies officielles,.
Au début de l'année suivante, elle retrouve cependant une cote de popularité élevée, sa gestion de la pandémie de Covid-19 étant saluée en Allemagne mais critiquée dans l'Union européenne pour son égoïsme supposé, Berlin refusant dans un premier temps de mutualiser les dettes engendrées par la crise. Par la suite, elle propose avec la France un plan de relance européen de 500 milliards d'euros.
|  |

Pour remplacer Annegret Kramp-Karrenbauer, un congrès de la CDU est organisé en janvier 2021, sous forme virtuelle en raison de la pandémie. Armin Laschet, ministre-président de Rhénanie-du-Nord-Westphalie et partisan d'une continuité avec la politique d'Angela Merkel, l'emporte avec 52,8 % face à Friedrich Merz, tenant d'une ligne plus à droite et déjà battu de justesse par Kramp-Karrenbauer en 2018.
Angela Merkel ne brigue pas un nouveau mandat de chancelière et de députée au Bundestag aux élections fédérales de 2021, qui voient le SPD d'Olaf Scholz, vice-chancelier et ministre fédéral des Finances, arriver en tête avec 25,7 % des suffrages exprimés, alors que la CDU/CSU, conduite par Armin Laschet, réalise son plus faible score historique, avec 24,1 %. Elle reste à la chancellerie jusqu'à ce que son successeur soit investi. L'écart entre les deux principaux partis étant faible et la composition du Bundestag étant particulièrement fragmentée, les négociations pour mettre en place une coalition durent jusqu'à l'intronisation d'Olaf Scholz comme nouveau chancelier fédéral le 8 décembre 2021. Angela Merkel aura donc occupé le poste au cours d’une durée de 16 ans et 16 jours, soit dix jours de moins que le record de longévité pour un dirigeant fédéral allemand, que détient Helmut Kohl avec 16 ans et 26 jours à la chancellerie.

## Après la chancellerie et héritage

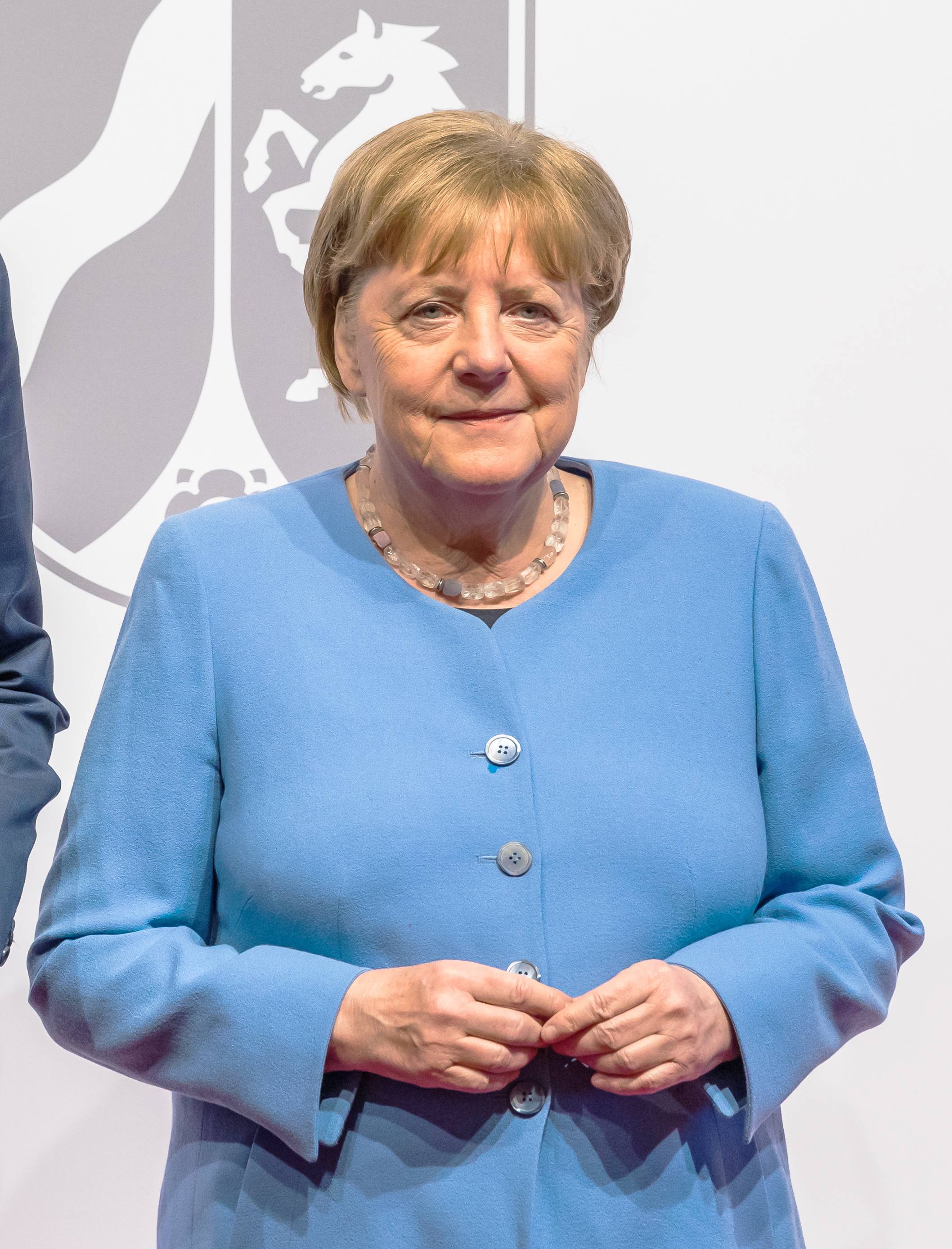
Angela Merkel en 2023.

Le 22 janvier 2022, Friedrich Merz, ennemi de toujours de Merkel, est élu à la présidence de la CDU durant le 34e congrès du parti, moins de deux mois après le retrait de la chancelière. Cet événement marque son échec à assurer au sein de son parti une succession dans sa lignée politique et officialise la rupture entre la CDU et l'ère Merkel. Néanmoins, l'ancienne chancelière se voit proposer la présidence d'honneur de la CDU, qu'elle décline,,.
Après son départ du pouvoir, Merkel commence, aidée par sa collaboratrice de longue date Beate Baumann, l'écriture de ses mémoires, publiés le 26 novembre 2024 sous le titre Liberté : mémoires 1954-2021,.
En avril 2022, face aux vives critiques exprimées par Volodymyr Zelensky l'accusant de n'avoir pas su empêcher l'invasion de l'Ukraine par la Russie, Angela Merkel défend sa décision de ne pas avoir accueilli l'Ukraine dans l'OTAN en 2008.
Le 17 avril 2023, Angela Merkel reçoit des mains du président Frank-Walter Steinmeier la grand-croix de classe spéciale de l'ordre du Mérite de la République fédérale d'Allemagne. Alors que cette récompense a été attribuée à seulement deux de ses prédécesseurs, des personnalités, y compris au sein de son propre parti, jugent que cette distinction n'est pas méritée au vu de son bilan (ouverture des frontières lors de la crise migratoire de 2015, arrêt du nucléaire après la catastrophe de Fukushima, politique complaisante avec la Russie, etc.).
Sévèrement critique envers le bilan des années Merkel, Wolfgang Münchau, ancien chroniqueur du Financial Times, reproche à la chancelière d'avoir rendu l'économie allemande excessivement dépendante de l'industrie et des exportations, sans la diversifier suffisamment. Il affirme que les infrastructures et les services se sont considérablement dégradés au fil des années et que le pays accuse un retard important dans la transformation numérique. Selon lui, bien que l'Allemagne ait enregistré un excédent de PIB de 8% durant les dernières années d'Angela Merkel à la chancellerie, cet excédent a été majoritairement investi à l'étranger ou dans des secteurs en crise tel que celui de l'automobile, plutôt que dans les infrastructures ou les nouvelles technologies.
En janvier 2025, elle sort de son silence qu'elle maintenait depuis son départ de la chancellerie et qualifie d'« erreur » l'adoption de son parti d'une motion parlementaire visant à durcir la politique migratoire allemande grâce aux voix de l'Alternative pour l'Allemagne,,.

## Positionnement politique

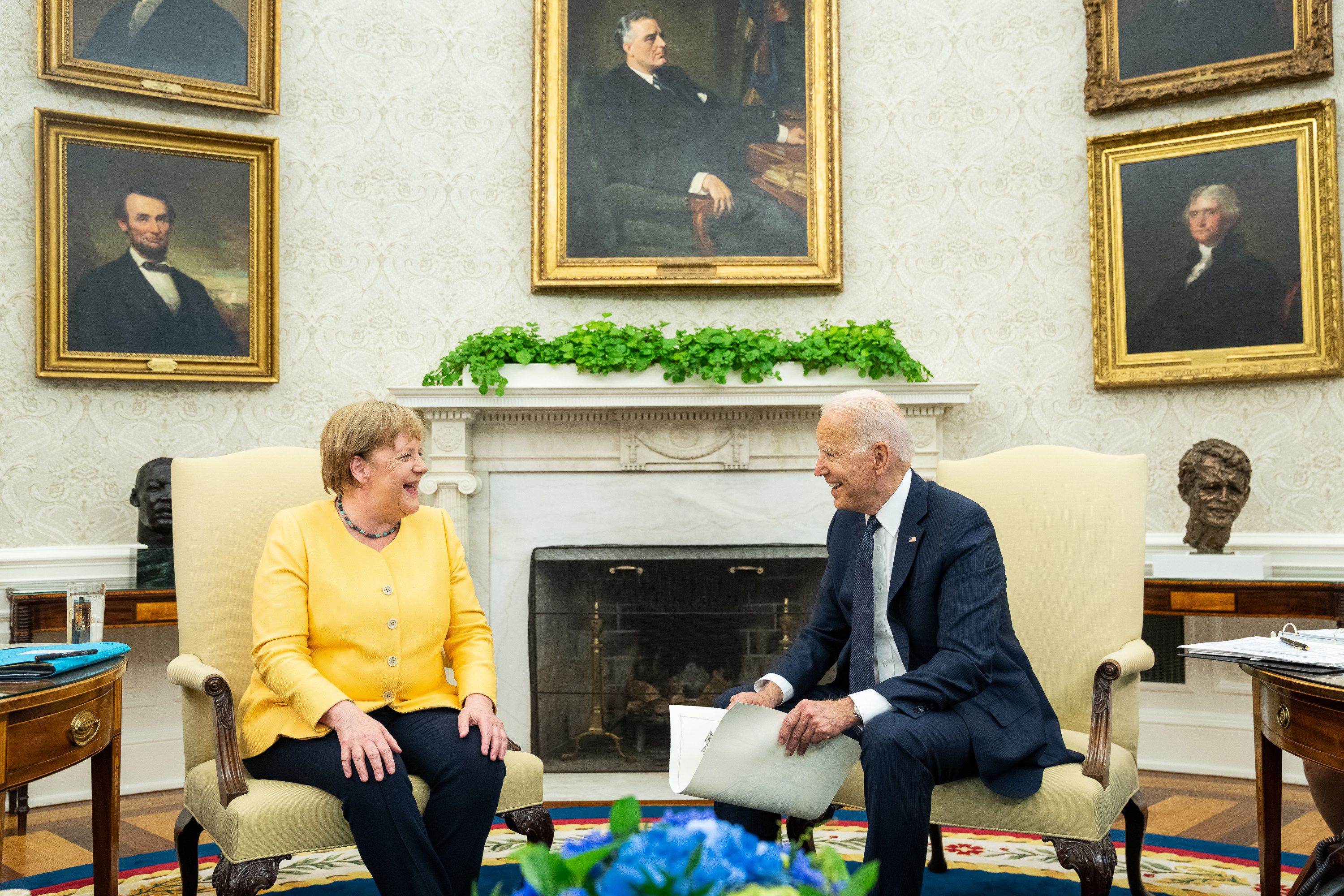
Angela Merkel avec Joe Biden dans le Bureau ovale, en 2021.

Pendant sa carrière politique, Angela Merkel apparaît comme une dirigeante pragmatique. La journaliste Jacqueline Boysen, qui lui a consacré sa première biographie en 2001, indique : « Avoir vécu trente-cinq ans dans une dictature a rendu Merkel allergique à toutes les formes de carcans, et d'abord les carcans idéologiques. Elle considère que les idéologies aveuglent les hommes. Elle a vu par ailleurs qu'un système politique reposant sur une idéologie pouvait s'effondrer du jour au lendemain. Cela lui donne une très grande liberté pour aborder les problèmes, et c'est ce qui explique qu'elle soit capable de prendre des décisions qui surprennent tout le monde du jour au lendemain ». Volker Resing, un de ses autres biographes, poursuit : « Cette méfiance vis-à-vis des idéologies explique le très grand pragmatisme de Merkel. Ce n'est pas quelqu'un qui cherche à trouver des solutions, et l'attachement qu'elle a pour sa propre liberté la rend fondamentalement incalculable ».
Angela Merkel explique en 2004 que la valeur fondamentale qu'elle prône est la liberté : « permettre à un individu d'aller jusqu'où il peut aller, d'accomplir son propre potentiel, l'empêcher d'être à l'étroit et entravé. En termes politiques, disons qu’il s'agit de l'économie sociale de marché. C'est à mes yeux l'enjeu fondamental. Il s'agit de défendre un ordre économique et social-libéral dans l'ordre politique libéral de la démocratie ».

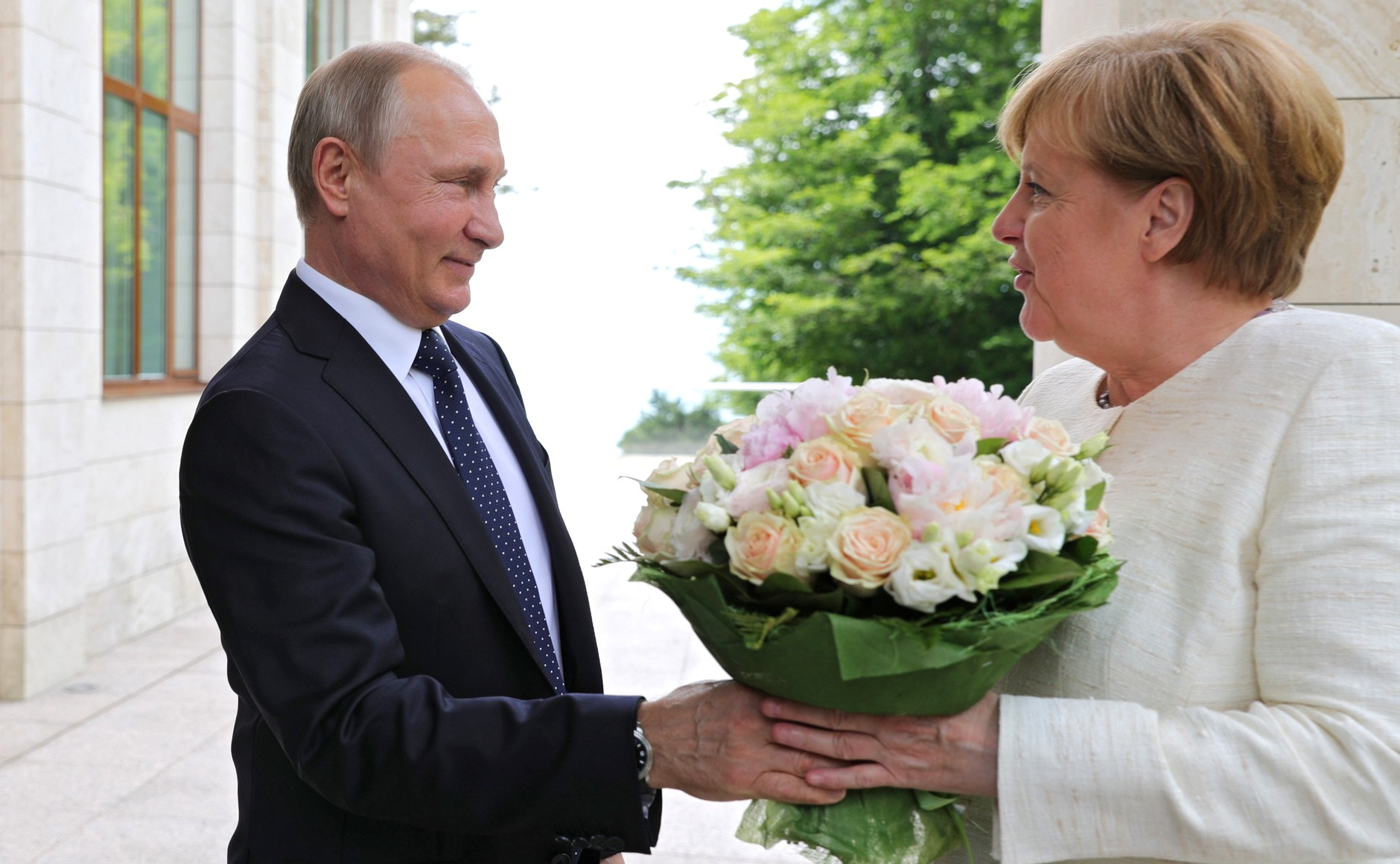
Angela Merkel avec Vladimir Poutine, en 2018.

Angela Merkel s’affiche en opposante à l'antisémitisme en visitant Buchenwald en 2009, Ravensbrück en 2010, Dachau en 2013 et 2015 et Yad Vashem à quatre reprises. En 2019 à Auschwitz, elle déclare : « Se souvenir du crime, nommer ses auteurs et honorer dignement les victimes est notre responsabilité […]. Et avoir conscience de cette responsabilité est au cœur de notre identité nationale ». Elle dénonce également l'antisémitisme chez certains réfugiés arabes en Allemagne.
Selon Le Monde, dans un article datant de 2020, la CDU, sous la direction d'Angela Merkel, « est restée un parti centriste, parfois même beaucoup trop à gauche au goût de certains de ses membres, qui ont mal supporté que la chancelière suspende le service militaire obligatoire, décide de sortir du nucléaire, accueille un million de réfugiés et permette l’adoption d’une loi sur le mariage homosexuel ». D'autres analystes constatent qu'Angela Merkel, dont les positions idéologiques se trouvent à gauche de son parti,, aurait transformé la CDU en un parti de gauche, « le meilleur SPD de tous les temps », tant libéralement que socialement.

## Publications

### Publications scientifiques
- « Berechnung von Hochdruck-Geschwindigkeitskonstanten für Zerfalls- und Rekombinationsreaktionen einfacher Kohlenwasserstoffmoleküle und -radikale » (« Calcul des constantes de vitesse en haute pression dans les réactions de séparation et de recombinaison des radicaux et des molécules simples d'hydrocarbures »), Angela Merkel, Ilka Böger, Hans Joachim Spangenberg, Lutz Zülicke, dans Zeitschrift für Physikalische Chemie, 1982, 263 (3), p. 449-460
- « Berechnung von Geschwindigkeitskonstanten für den C-H-Bindungsbruch im Methylradikal » (« Calcul des constantes de vitesse pour la rupture des liaisons carbone-hydrogène dans les radicaux méthyles »), Angela Merkel, Lutz Zülicke, dans Zeitschrift für Physikalische Chemie, 1985, 266 (2), p. 353-361
- « Nonempirical parameter estimate for the statistical adiabatic theory of unimolecular fragmentation carbon-hydrogen bond breaking in methyl », Angela Merkel, Lutz Zülicke, dans Molecular Physics, 1987, 60(6), p. 1379-1393
- « Evaluation of the rate constant for the SN2 reaction fluoromethane + hydride: methane + fluoride in the gas phase », Angela Merkel, Zdenek Havlas, Rudolf Zahradník, dans Journal of the American Chemical Society, 1988, 110(25), p. 8355-8359

### Écrits politiques
- Der Preis des Überlebens. Gedanken und Gespräche über zukünftige Aufgaben der Umweltpolitik (« Le Coût de la survie. Pensées et discussions quant aux devoirs futurs en matière de politique environnementale ») (pas de publication en français). Stuttgart 1997  (ISBN 3-421-05113-5)
- Europa und die deutsche Einheit. Zehn Jahre Wiedervereinigung: Bilanz und Ausblick (« L'Europe et l'unité allemande. Dix ans après la réunification : Bilan et perspectives ») (pas de publication en français) Freiburg i.B. 2000  (ISBN 3-451-20140-2)
- À ma façon : entretiens avec Hugo Müller-Vogg (titre original : Mein Weg), traduit de l'allemand par Véronique Médard, Paris, L'Archipel, 2006  (ISBN 2-84187-800-7)

### Autobiographie
- Liberté : mémoires 1954-2021 (titre original : Freiheit: Erinnerungen 1954-2021) (coécrit avec Beate Baumann), traduit de l'allemand par Olivier Manonni et Corinna Gepner, Albin Michel, 2024  (ISBN 978-2-226-48389-8)

## Distinctions

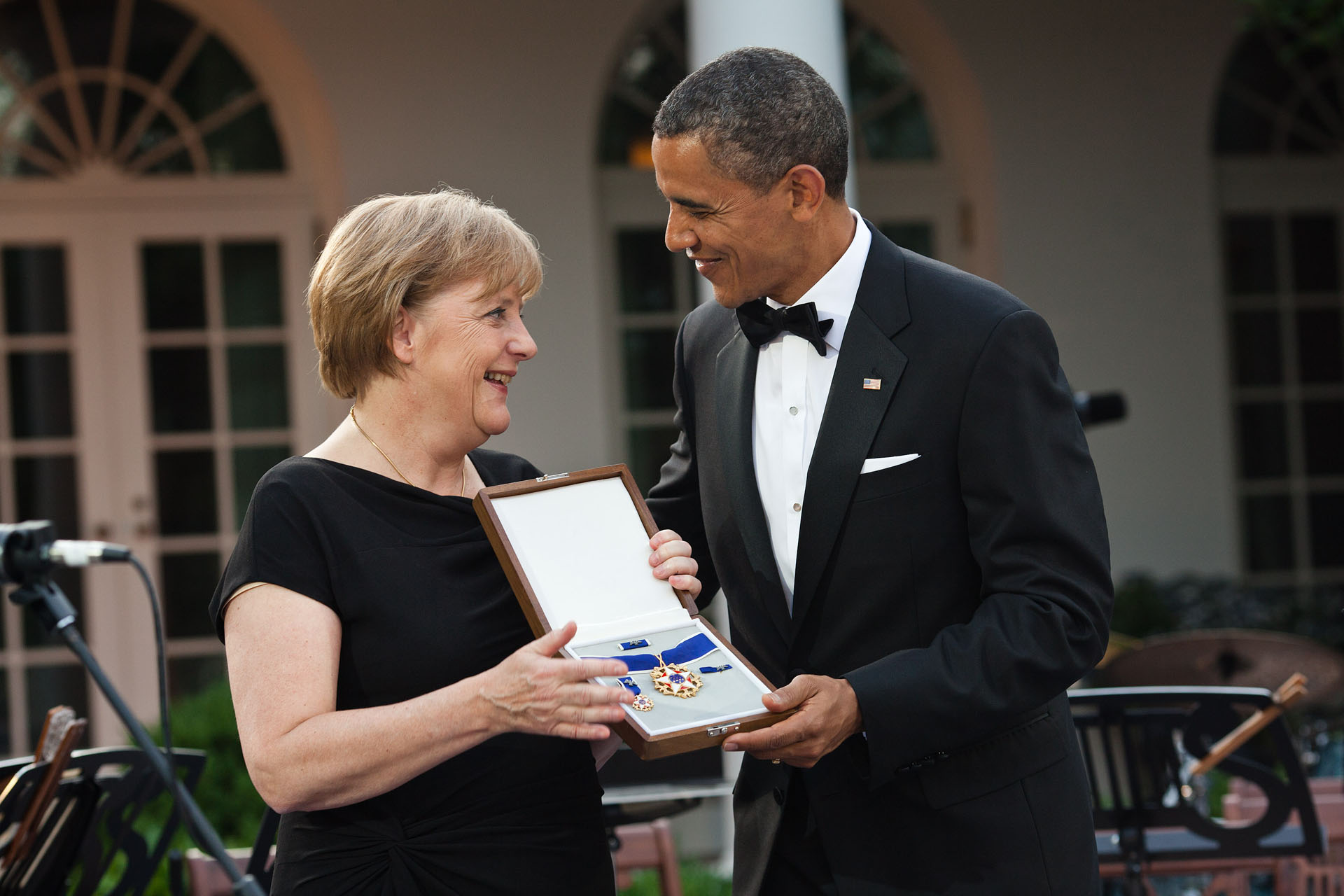
Angela Merkel recevant de la main du président Barack Obama les insignes de la première classe de la médaille présidentielle de la Liberté (Maison-Blanche, 7 juin 2011).

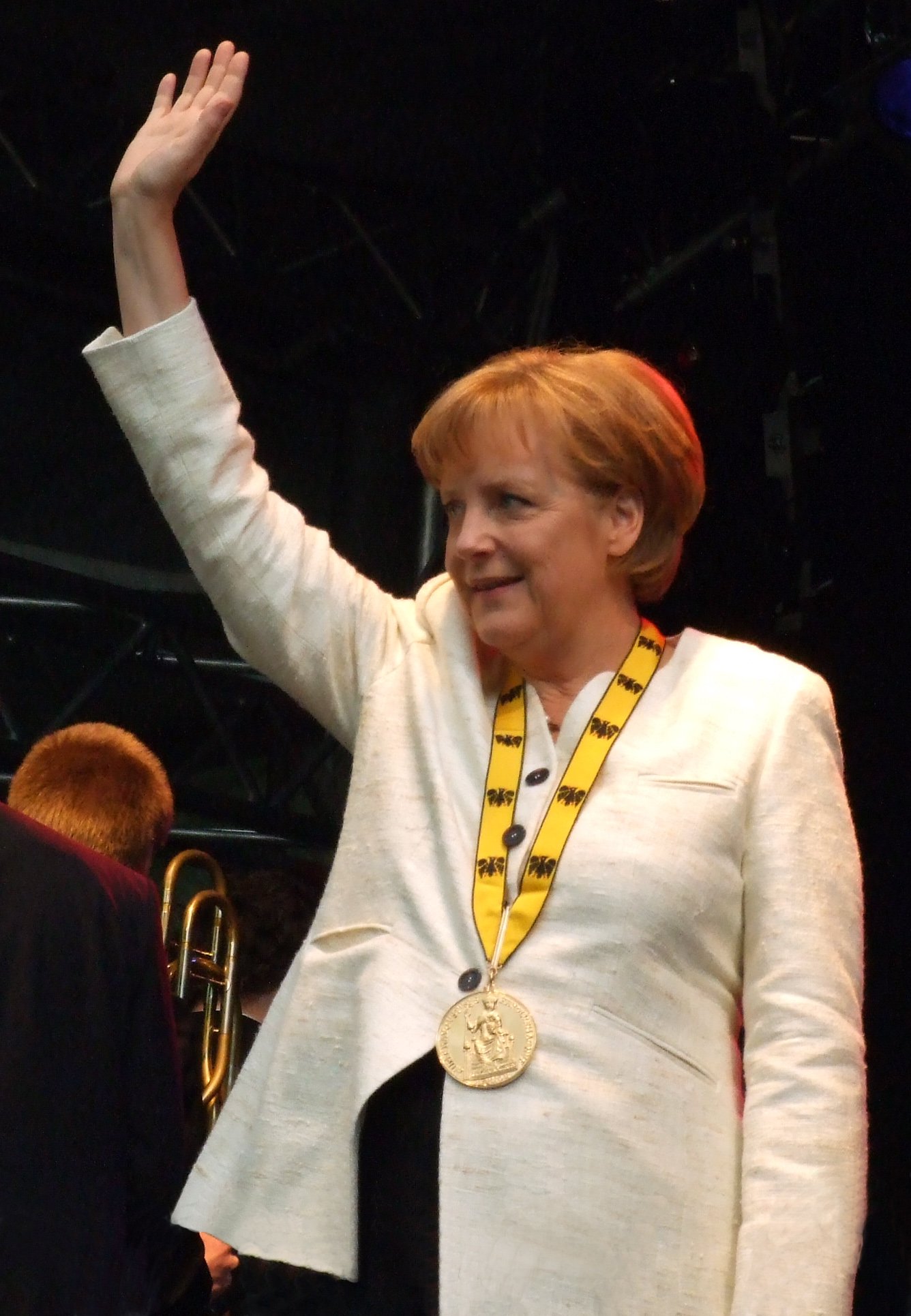
Angela Merkel recevant le prix international Charlemagne d'Aix-la-Chapelle (2008).

### Décorations

#### Décoration allemande
- Grand-croix, 1re classe de l'ordre du Mérite (2023)

#### Décorations étrangères
- Grand cordon de l'ordre du roi Abdelaziz ( Arabie saoudite, 2007)[152]
- Grande étoile de l’ordre du Mérite ( Autriche)[153]
- Grand cordon de l'ordre de Léopold (2021,  Belgique)[154]
- Première classe de l'ordre de Stara Planina ( Bulgarie)[155]
- Collier de l'ordre de Zayed ( Émirats arabes unis, 2010)[156]
- Première classe de l’ordre de la Croix de Terra Mariana ( Estonie)
- Médaille présidentielle de la Liberté ( États-Unis)[157],[158].
- Grand-croix de la Légion d'honneur (2021,  France)[159],[160]
- Padma Vibhushan ( Inde)[161]
- Médaille du Président ( Israël)[162]
- Chevalier grand-croix au grand cordon de l'ordre du Mérite de la République italienne‎ ( Italie)[163]
- Grand cordon de l'ordre suprême de la Renaissance ( Jordanie)[164]
- Grand officier de l'ordre des Trois Étoiles ( Lettonie)
- Grand-croix de l'ordre de Vytautas le Grand ( Lituanie)[165]
- Grand-croix de l'ordre de Mérite du grand-duché de Luxembourg ( Luxembourg)
- Grand cordon de l'ordre de la République ( Moldavie)[166]
- Grand-croix de l'ordre royal norvégien du Mérite ( Norvège)[167]
- Chevalier grand-croix de l'ordre du Lion néerlandais ( Pays-Bas)[168]
- Grand-croix de l'ordre du Soleil ( Pérou)
- Grand collier de l'ordre de l'Infant Dom Henrique ( Portugal)[169]
- Première classe de l'ordre de la Double croix blanche ( Slovaquie)[170]
- Médaille de l'ordre des mérites exceptionnels (en) ( Slovaquie)
- Médaille de l'ordre de la Liberté ( Ukraine)[171]

### Doctoratshonoris causa
Elle a obtenu de nombreux doctorats honoris causa
- Université hébraïque de Jérusalem ( Israël, 2007)[172]
- Université de Leipzig ( Allemagne, juin 2008)
- École polytechnique de Wrocław ( Pologne, septembre 2008)
- Université Babeș-Bolyai ( Roumanie, 12 octobre 2010)
- Université Radboud de Nimègue ( Pays-Bas, 23 mai 2013)
- Université de Szeged ( Hongrie, novembre 2013)
- Université Comenius de Bratislava ( Slovaquie, novembre 2014)
- Université de Berne ( Suisse, septembre 2015)
- Université de Gand ( Belgique, janvier 2017)[173]
- Katholieke Universiteit Leuven ( Belgique, janvier 2017)[173]
- Université d'Helsinki ( Finlande, mai 2017)[174]
- Université Harvard ( États-Unis, mai 2019)[175]
- Institut d'études politiques de Paris ( France, juin 2023)[176]

### Prix et récompenses
- B'nai B'rith Europe's Award of Merit (2008)[177].

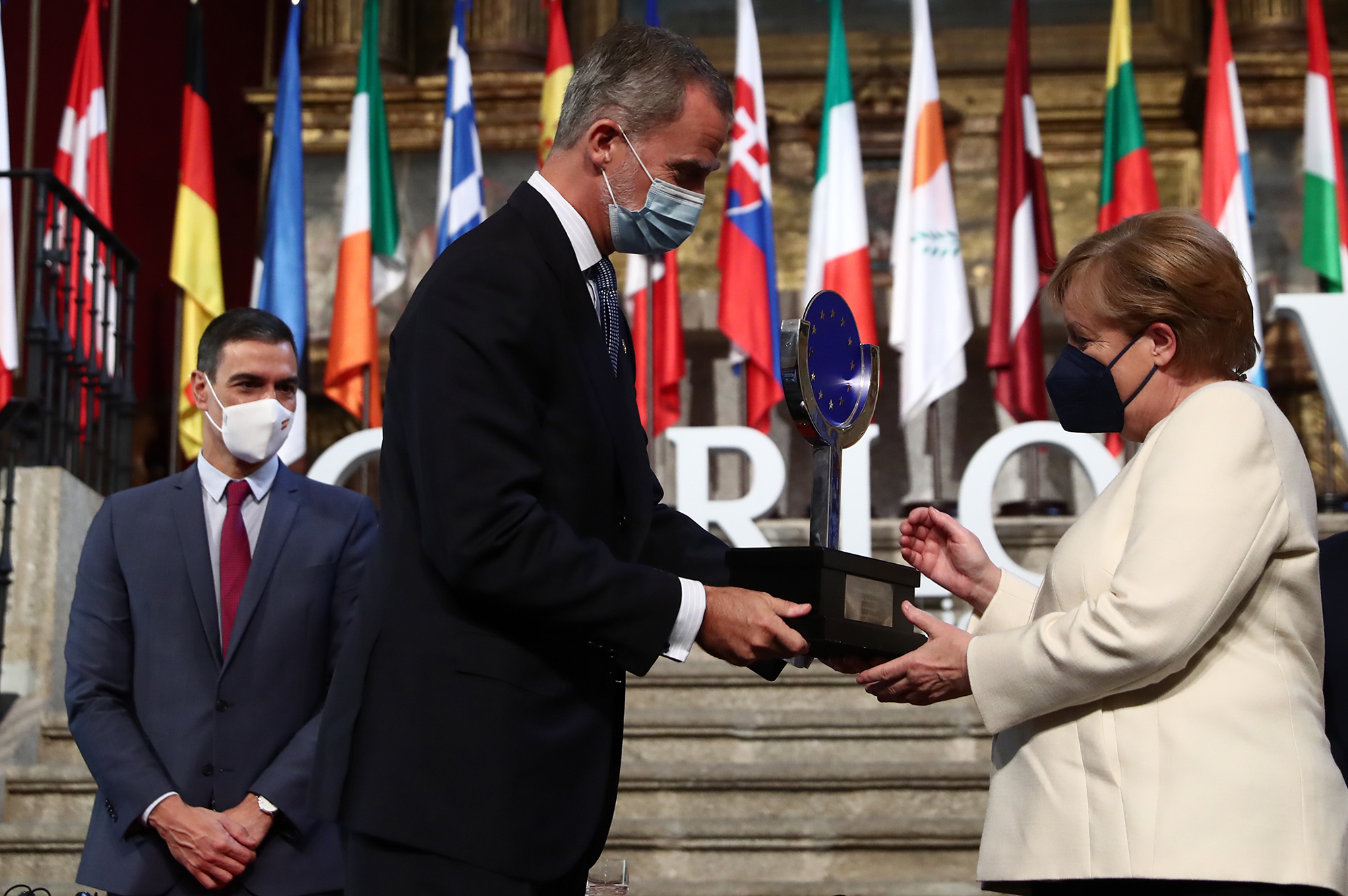
Angela Merkel recevant le prix européen Charles-Quint des mains du roi Felipe (Madrid, 14 octobre 2021).

- Prix international Charlemagne d'Aix-la-Chapelle (2008)[178].
- Prix Jawaharlal Nehru (2009)[179].
- Prix des quatre libertés de Roosevelt (2016)[180].
- International Gender Prize (2017)[181].
- William Fulbright Prize for International Understanding (2019)[182].
- Women of Europe Awards (2021)[183].
- Prix international l'Organisation mondiale de la santé (2021)[184].
- Prix européen Charles-Quint (2021)[185].
- Nansen Refugee Award (2022)[186].
- Prix Félix-Houphouët-Boigny-UNESCO pour la recherche de la paix (2022)[187].

## Dans la culture populaire

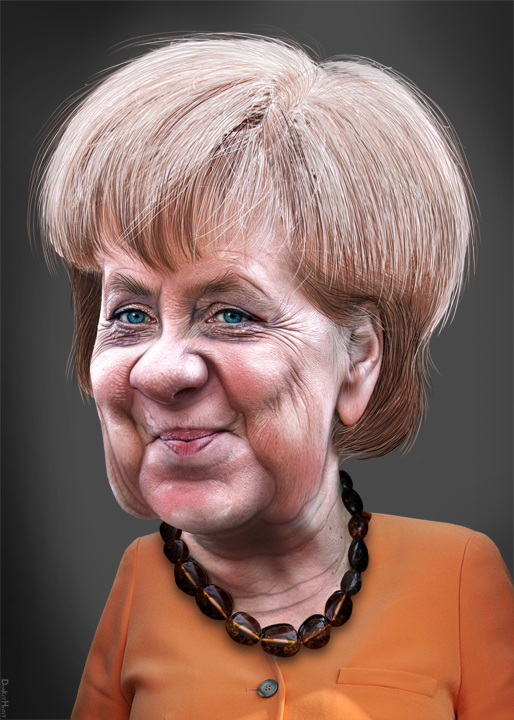
Caricature d'Angela Merkel.

Bien que non explicitement nommée, la chancelière allemande est interprétée par Merrilyn Gann dans le film 2012 (2009) et Nancy Baldwin pour La Chute de Londres (2016). Dans le film Les Tuche 3 (2018), elle est interprétée par un homme, François Bureloup.
Au festival Off d'Avignon 2022, Anna Fournier présente Guten Tag, Madame Merkel qu’elle a écrit et mis en scène. C’est l’histoire de cette politicienne « sans charisme », comme elle aime à se définir elle-même, devenue la femme la plus puissante du monde. Seule en scène, Anna Fournier y interprète Angela Merkel ainsi qu'une dizaine d'autres personnages (Otto von Bismarck, Helmut Kohl, Nicolas Sarkozy…).
Dans une série de livres (Les Enquêtes de Miss Merkel), écrite par l'écrivain allemand David Safier, la chancelière en retraite est mise en scène comme une Miss Marple adepte de pâtisseries. Ses ouvrages sont paru aux éditions Kindler en Allemagne, et traduits aux éditions City. En 2024, la série comptait 3 livres. En 2023, la série est adaptée à la télévision allemande.